# Peugeot

Einige ehemalige Firmenlogos

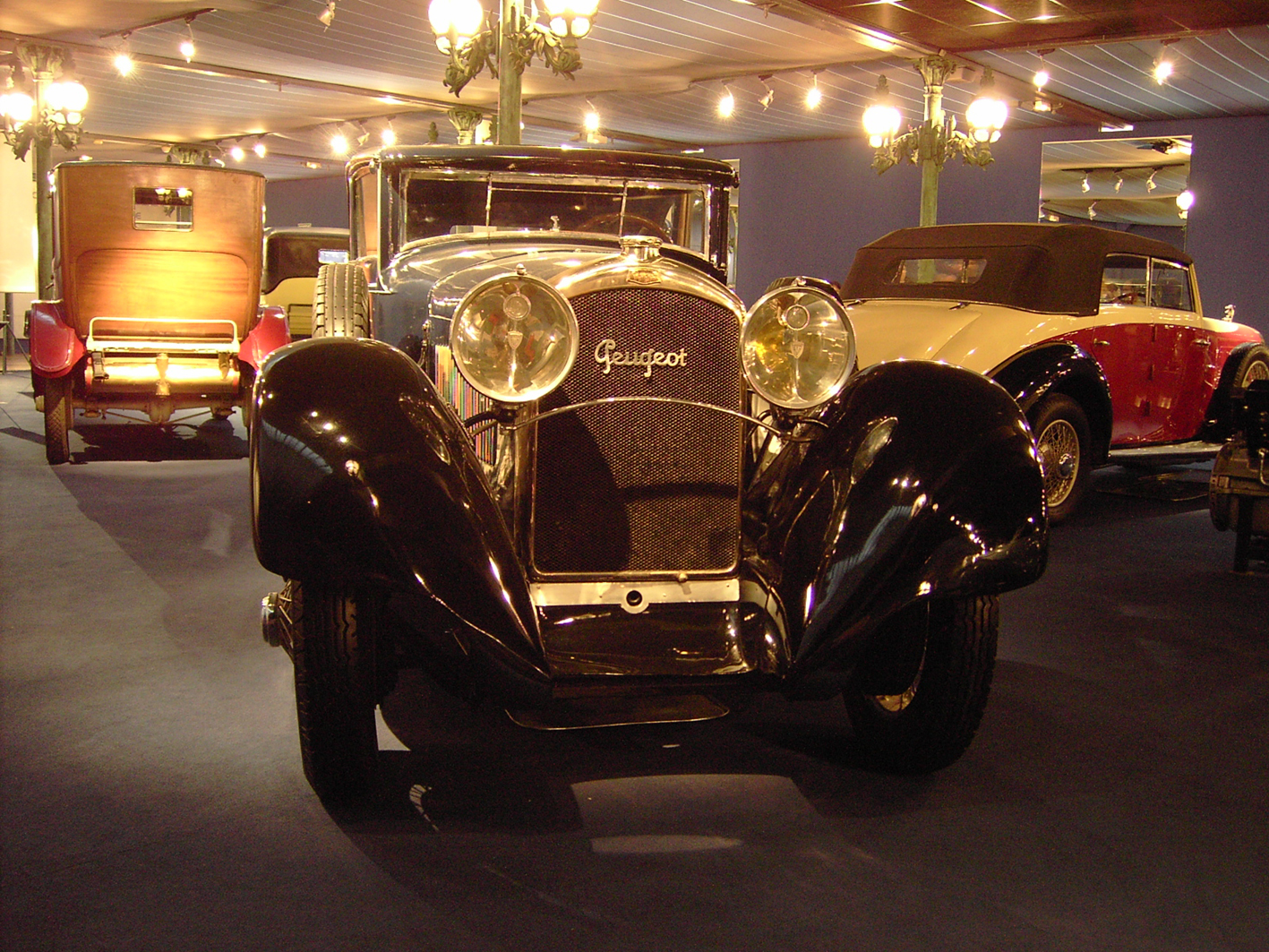
Ein Peugeot der 1920er-Jahre im Musée National de l’Automobile in Mülhausen

Peugeot [pøˈʒo] ist ein französischer Fahrzeughersteller und mit Beginn der Serienproduktion im Jahr 1891 die älteste noch existierende Automarke. Nach der Übernahme von Citroën durch Peugeot 1976 entstand die Groupe PSA. Nach der Fusion von PSA und FCA im Jahr 2021 stellt Peugeot eine der Marken im dadurch entstandenen Konzern Stellantis dar.
Neben Kraftfahrzeugen stellt Peugeot auch Fahrräder, Heimwerkermaschinen, Mahlwerke für die Bauindustrie und Gewürzmühlen her. Die Motorradproduktion, heute Peugeot Motorcycles, wurde schon 1926 in ein eigenes Unternehmen ausgegliedert und 2014 mehrheitlich, 2019 vollständig an Mahindra verkauft und gehört seit 2023 der Beteiligungsgesellschaft Mutares.
Das Peugeot-Stammwerk ist die 1912 eröffnete Fabrik in Sochaux. Das 1979 von Chrysler United Kingdom übernommene englische Werk Ryton-on-Dunsmore, wo Peugeot ab 1998 den Typ 206 baute, wurde Ende 2006 geschlossen und die Produktion des Nachfolgetyps 207 in Trnava (Slowakei) weitergeführt.
Die deutsche Peugeot-Zentrale hatte von 1936 bis Ende 2012 ihren Sitz in Saarbrücken. 1967 wurde die Peugeot Deutschland GmbH gegründet. Im Jahr 2013 wurde die Zentrale nach Köln verlegt und mit der Schwestermarke Citroën zusammengeführt. Nach der Übernahme von Opel durch den Mutterkonzern PSA sind die Deutschland-Zentralen von PSA, Peugeot, Citroën und DS 2019 nach Rüsselsheim umgezogen.
Seit Beginn der Produktion 1891 wurden weltweit über 50 Millionen Fahrzeuge hergestellt. Der 50-millionste Peugeot war ein 308 SW. Europaweit gehören Modelle von Peugeot zu den meistverkauften Pkw. Im Jahr 2024 wurden 1.097.750 Peugeot-Fahrzeuge verkauft.

## Firmengeschichte

### Ursprünge
Die namensgebende Gründer-Familie Peugeot stammt aus der Umgebung von Montbéliard und ist protestantischer Konfession. Da Montbéliard mit Umland als Grafschaft Montbéliard (deutsch: Grafschaft Mömpelgard) von 1397 bis 1796 unter württembergischer Herrschaft stand, rechnen manche die Marke Peugeot scherzhaft zu den „schwäbischen Automarken“ (neben Daimler-Benz, Porsche, NSU).
Als Unternehmer traten die Peugeots erstmals Ende des 18. Jahrhunderts mit einer Ölmühle, Gerberei und Färberei in Hérimoncourt in Erscheinung. Hinzu kam später eine Spinnerei, eine zweite wurde in Audincourt am Doubs eröffnet.
1810, es gilt dies als Gründungsjahr von Peugeot, bauten die Brüder Jean-Frédéric und Jean-Pierre Peugeot angesichts sich wandelnder wirtschaftlicher Gegebenheiten auf dem Gelände der Ölmühle in Hérimoncourt eine Eisengießerei auf. Ab 1819 wurden dort Walzeisen, Sägeblätter, Uhrenfedern und Korsettstäbe aus Stahlbändern gefertigt. Weitere Fabriken für Werkzeuge und Eisenwaren wurden in Valentigney und ab 1857 in Beaulieu – jetzt eingemeindet in Mandeure – eingerichtet.

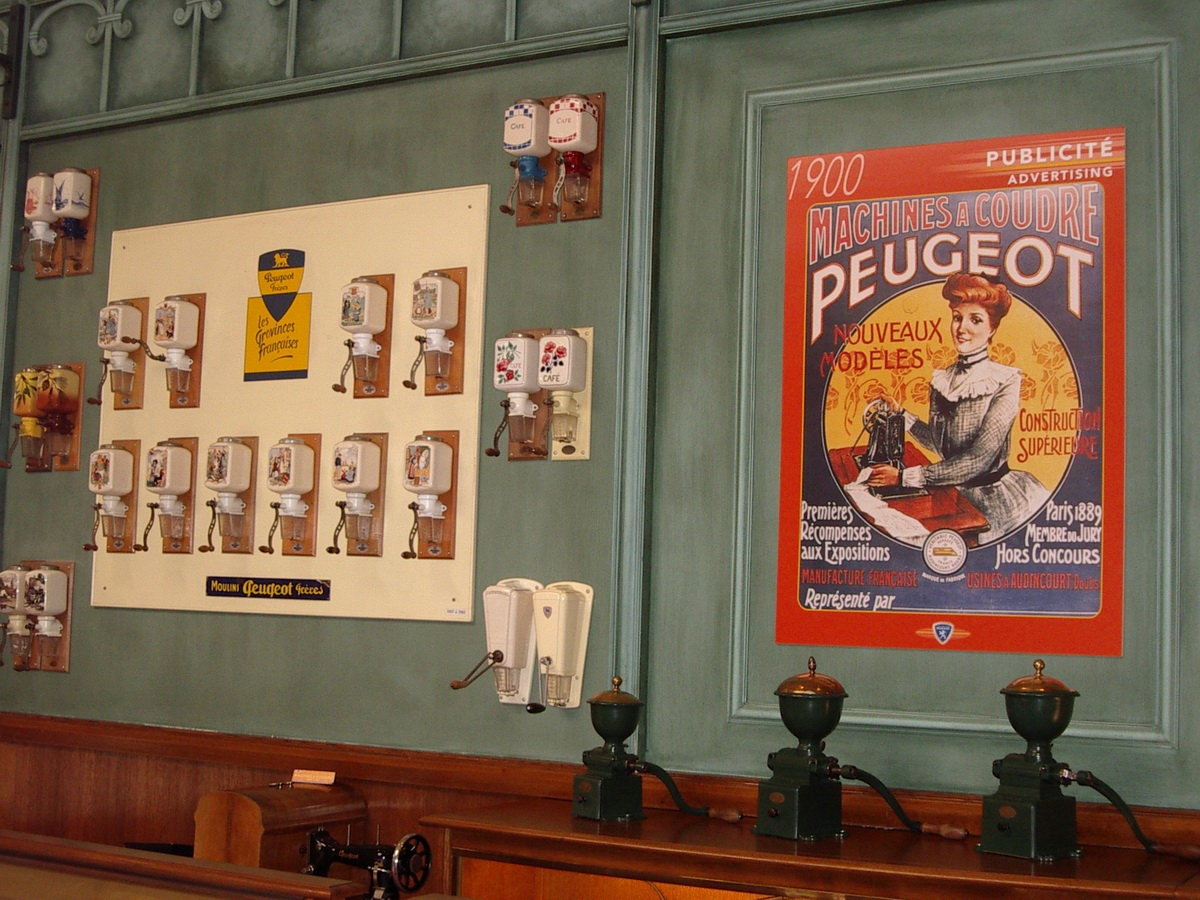
Peugeot-Kaffeemühlen und Werbung für Nähmaschinen
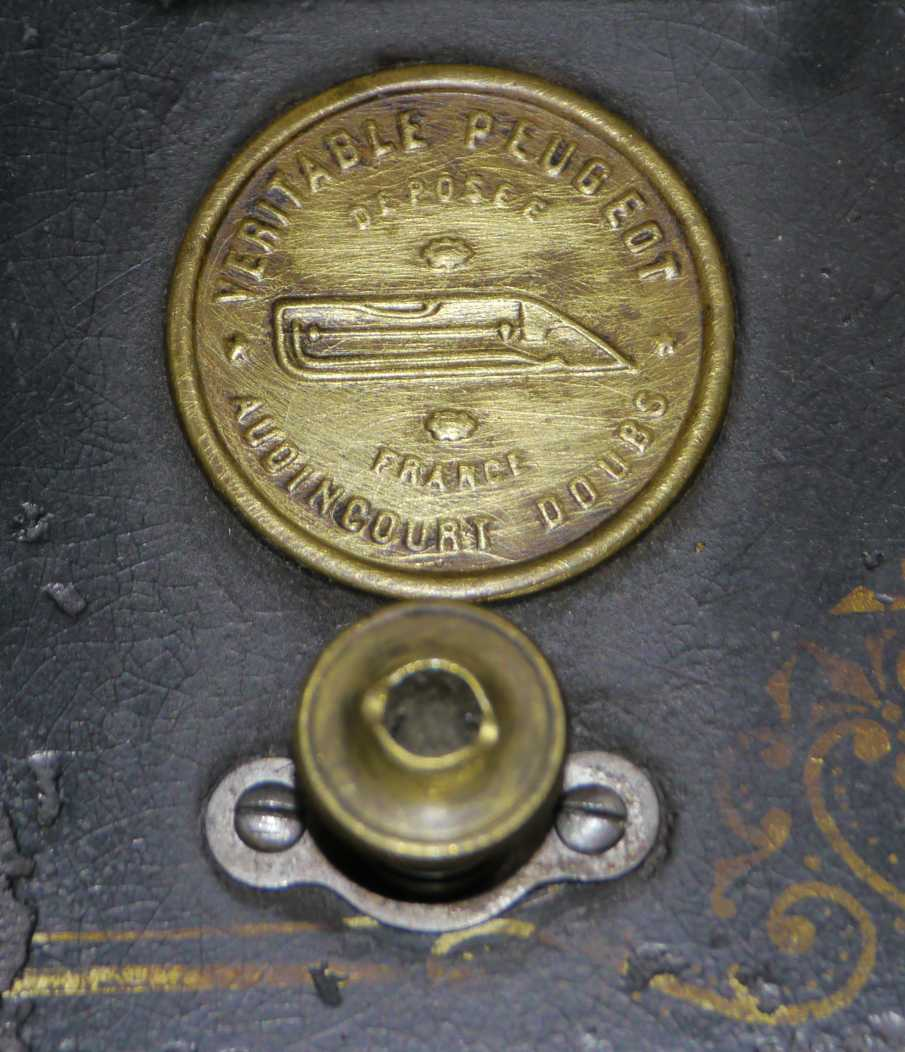
Peugeot-Emblem auf einer Nähmaschine aus dem 19. Jahrhundert

In der zweiten Hälfte des 19. Jahrhunderts war die Peugeot-Produktpalette, die auch mechanische Schermaschinen, Federn für Phonographen, landwirtschaftliche Geräte, Rasierklingen, Kaffeemühlen und Bügeleisen umfasste, aufgrund ihrer Qualität weit über die Grenzen Frankreichs hinaus bekannt. Bis heute produziert Peugeot neben Fahrzeugen immer noch Werkzeuge, Pfeffer- und Kaffeemühlen.
Als „offizielle Geburtsstunde des Löwen“ gilt der 20. November 1858. An diesem Tag wurde der Peugeot-Löwe (→ Abschnitt Logo) für die Erzeugnisse von Peugeot als Marke registriert.
Die gute Ertragslage kam ab der Jahrhundertmitte auch der Belegschaft zugute. Bemerkenswert für jene Zeit sind soziale Einrichtungen wie Hilfskasse auf Gegenseitigkeit (1853), Gründung eines Arbeiterspitals (1870), Zehn-Stunden-Arbeitstag (1871) und Jahrespension für Werksangehörige (1876). Schließlich wurden auch Wohnungen für das Personal gebaut.
Im letzten Viertel des 19. Jahrhunderts erkannte man bei Peugeot die Zeichen der Zeit und wandte sich verstärkt dem Fahrzeugbau zu, der bis heute den Schwerpunkt der Unternehmensaktivitäten bildet, im Jahre 1896 gründete Armand Peugeot das Unternehmen Société Anonyme des Automobiles Peugeot mit Firmensitzen in Audincourt und Lille.

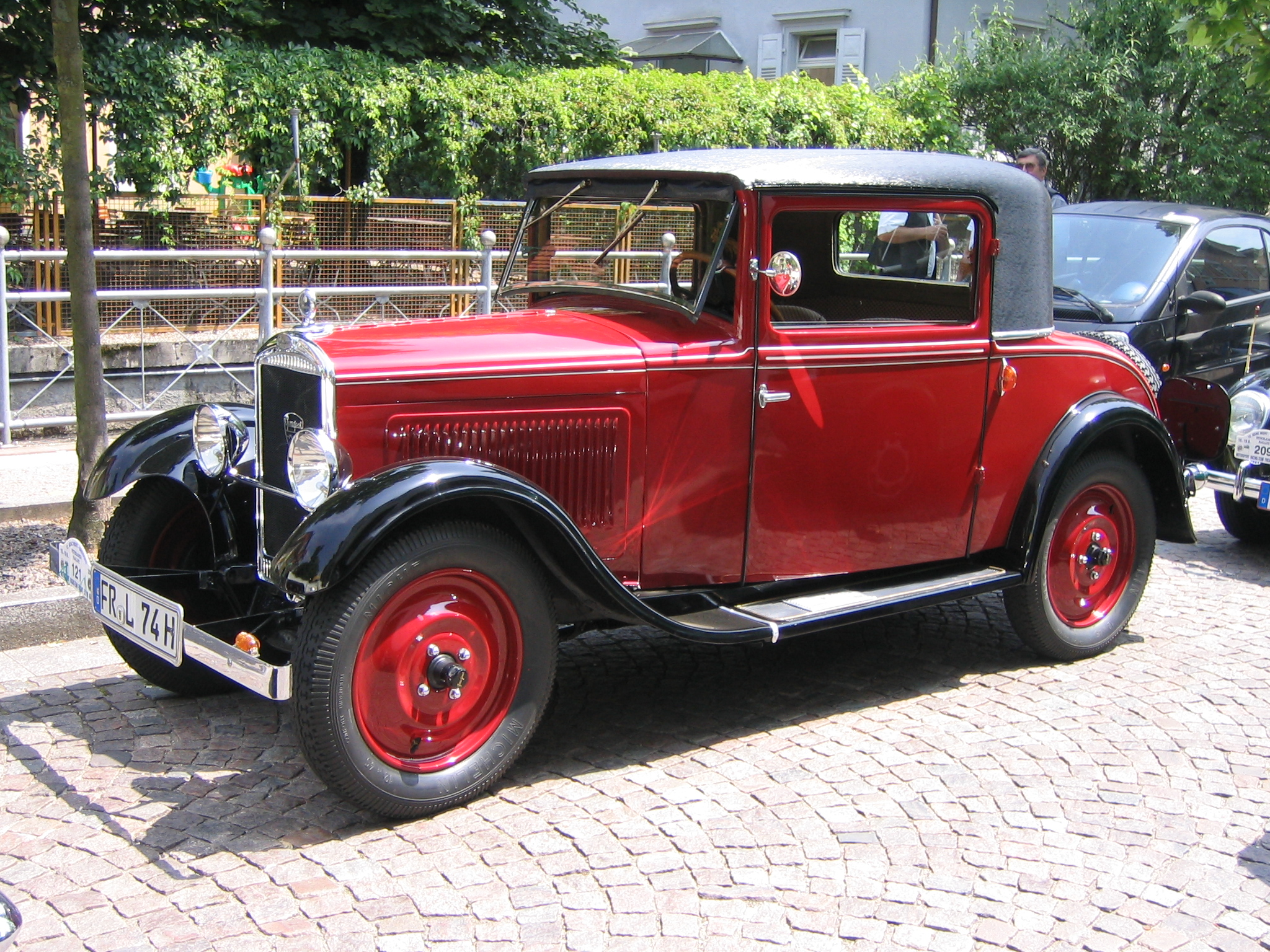
Peugeot 201, 1924
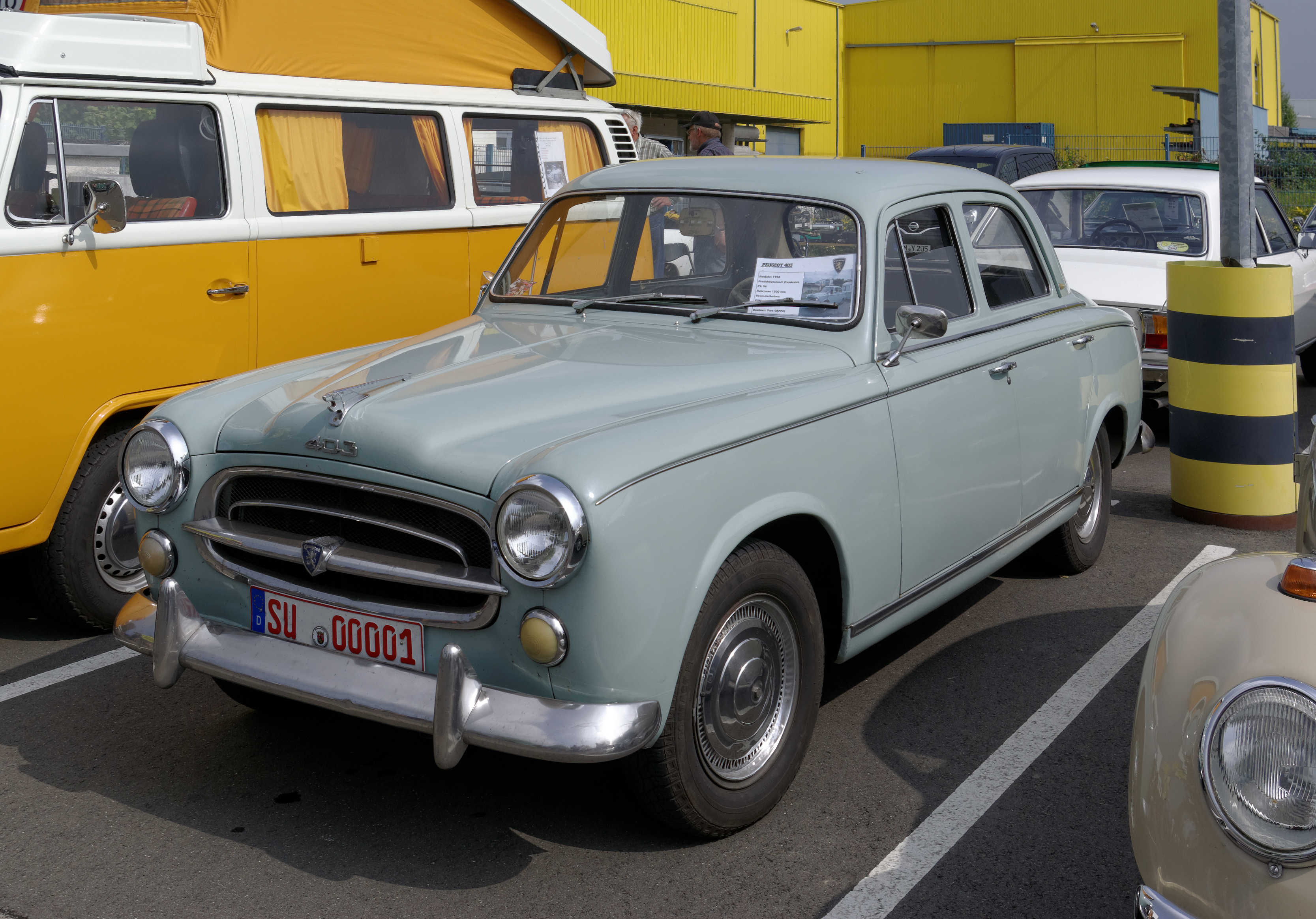
Peugeot 403, 1955
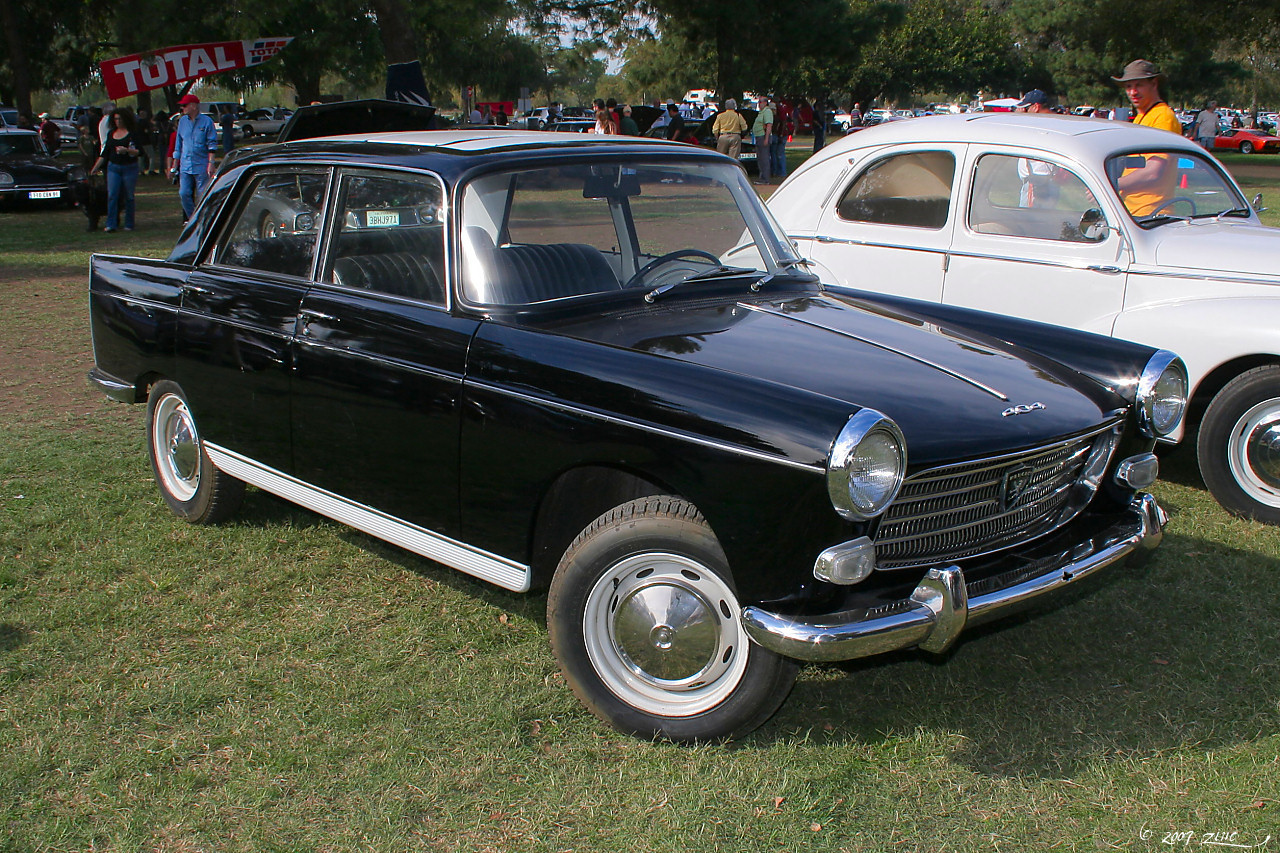
Peugeot 404, 1965

### Logo
Da die Sägezähne der Peugeot-Sägeblatt-Produktion (ab 1819) an den Rachen eines Löwen erinnerten, wurde der Löwe zum Kennzeichen Peugeots. 1858 wurde der Löwe als Markenzeichen registriert, welcher von einem lokalen Goldschmied namens Justin Blazer entworfen wurde. Der Löwe als Logo versinnbildlicht dabei die drei Qualitäten der Sägeblätter: ihre Robustheit, die Elastizität der Klingen und den schnellen Schnitt. Ab 1906 zierte der Löwe die Kühlergrills. Bis 1958 wurde er als Kühlerfigur verwendet. Mit dem Modelljahr 1959 wurde diese abgeschafft, da sie für Fußgänger und Radfahrer eine Gefahr darstellte.
Im Laufe der Jahre wurde das Logo mehrfach modifiziert. Auch die Haltung bzw. Stellung des Löwen auf den verschiedenen Logos variierte. Auf den Pfeffermühlen steht er auf vier Beinen, auf den Fahrrädern saß er aufrecht. Auf den Autos stand er aufrecht auf den Hinterläufen mit gehobenen Tatzen. Nur das Logo für die Pfeffermühlen wird aktuell (11/2022) noch wie hier beschrieben verwendet, die anderen beiden wurden durch ein neues Logo ersetzt.
Ab 1948 und dem 203 wird als Logo das Wappen der Franche-Comté verwendet, als Zeichen der Verbundenheit mit der Stammregion des Unternehmens. Seitdem leiten sich alle Logo-Versionen der Peugeot-Autos von diesem Wappen ab.
Im Februar 2021 stellte Peugeot ein neues Logo vor, das sich an dem der 1960er-Jahre orientiert und nur den Löwenkopf in einem Wappenschild zeigt.

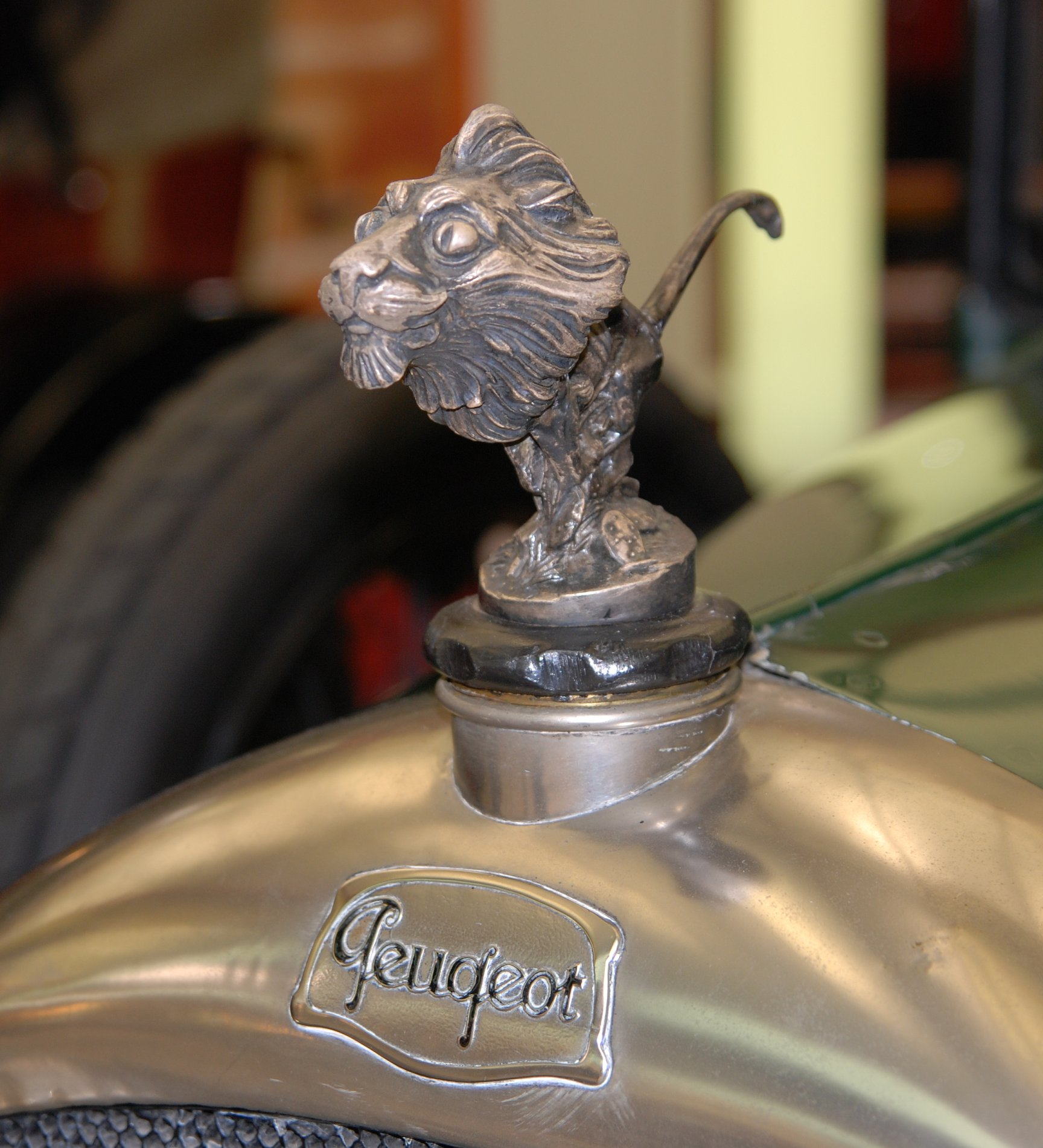
Peugeot-Kühlerfigur
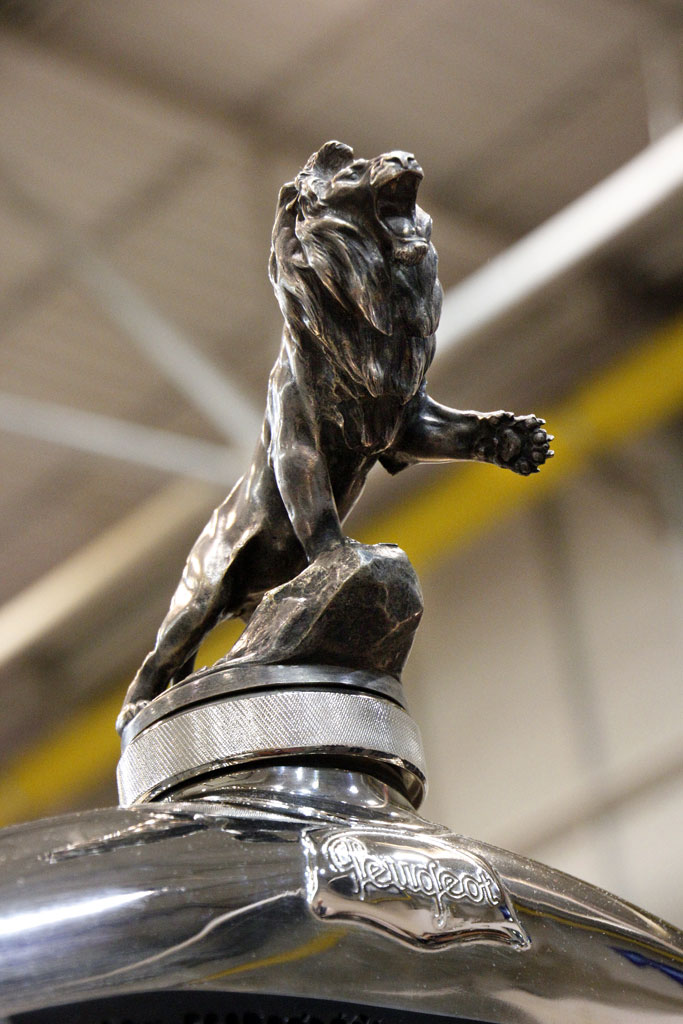
Peugeot-Kühlerfigur
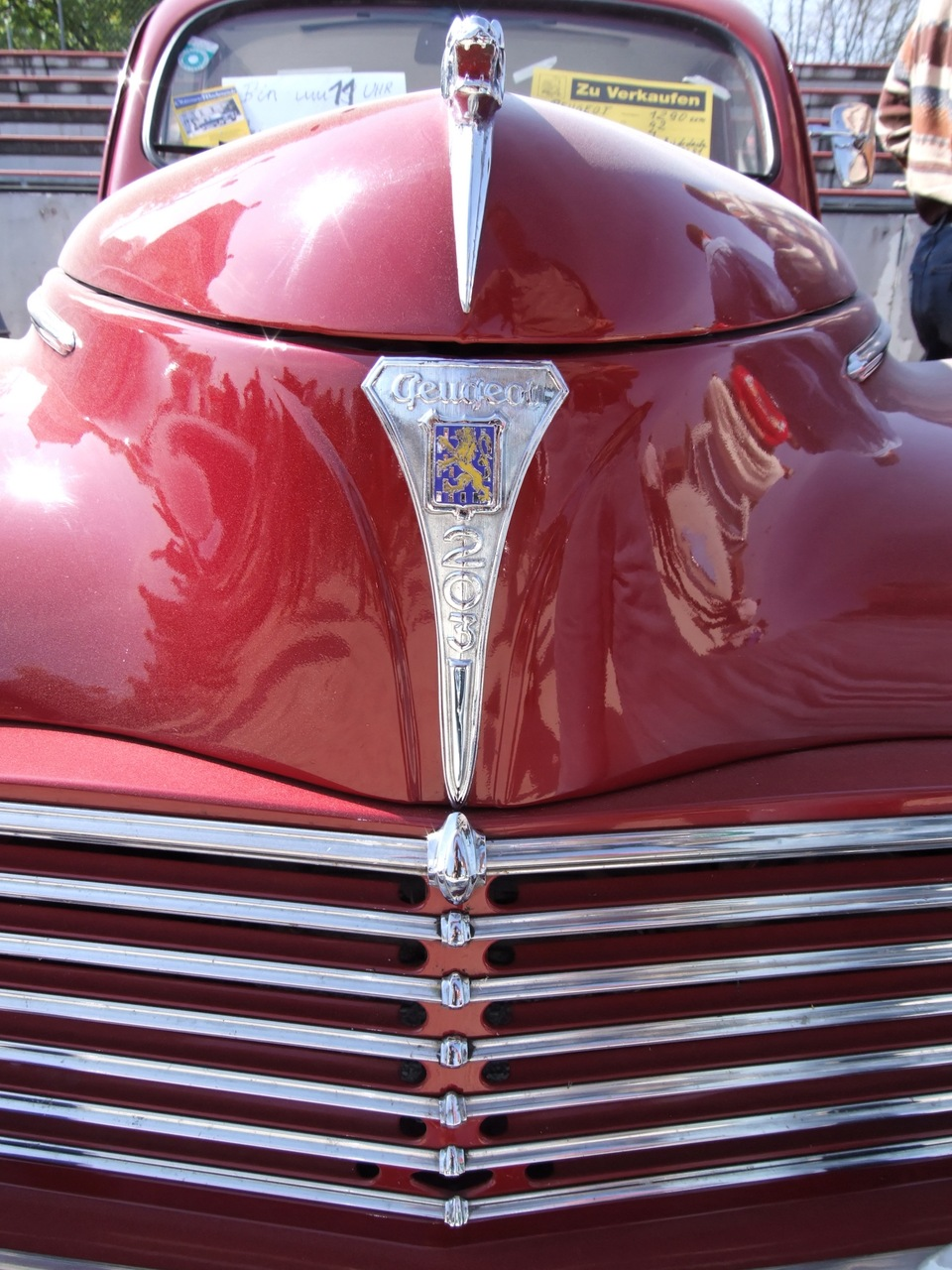
Kühlergrill eines Peugeot 203 A
Der Löwe an einem Peugeot 205
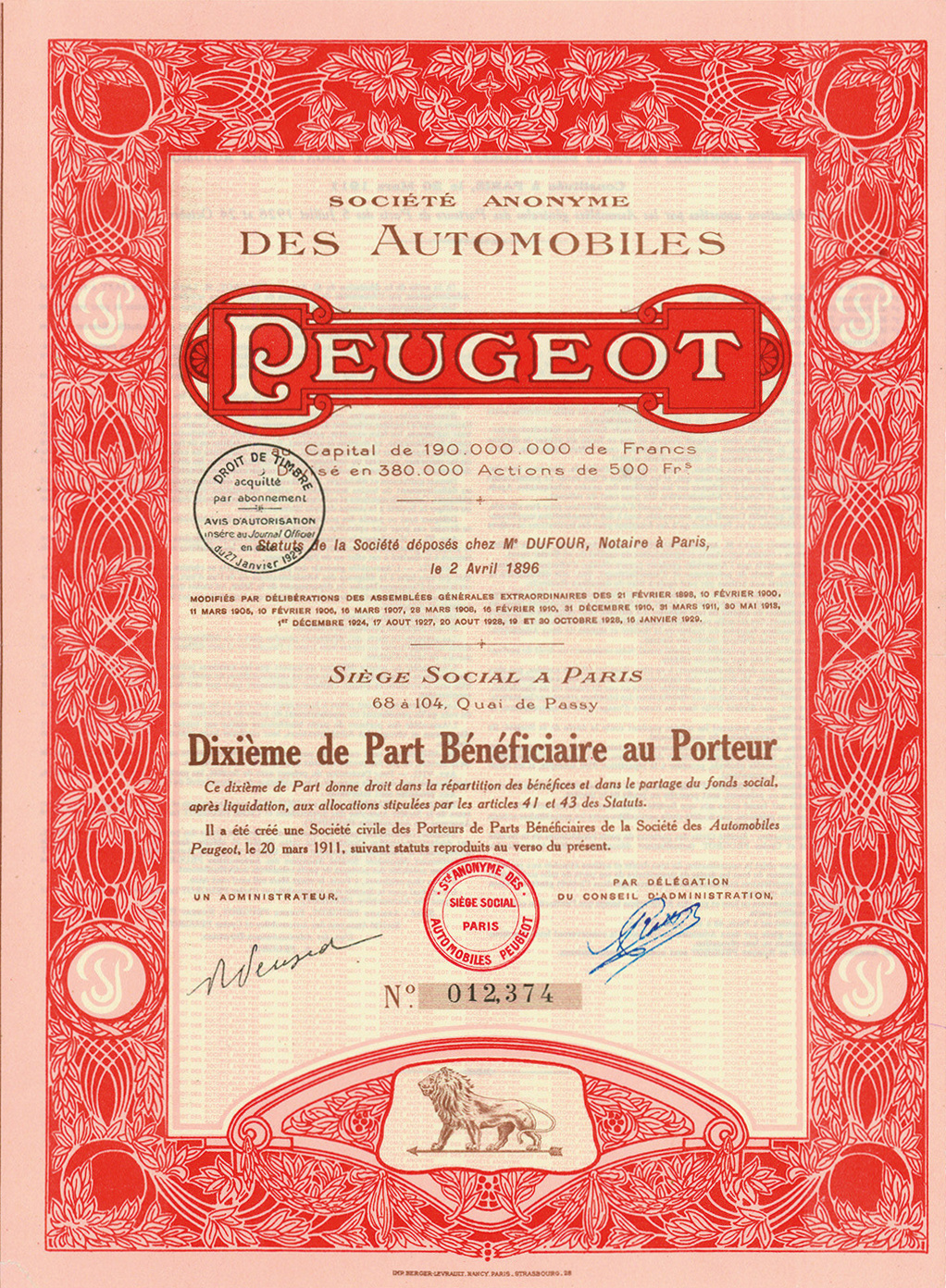
Der Löwe auf einem alten Peugeot-Wertpapier
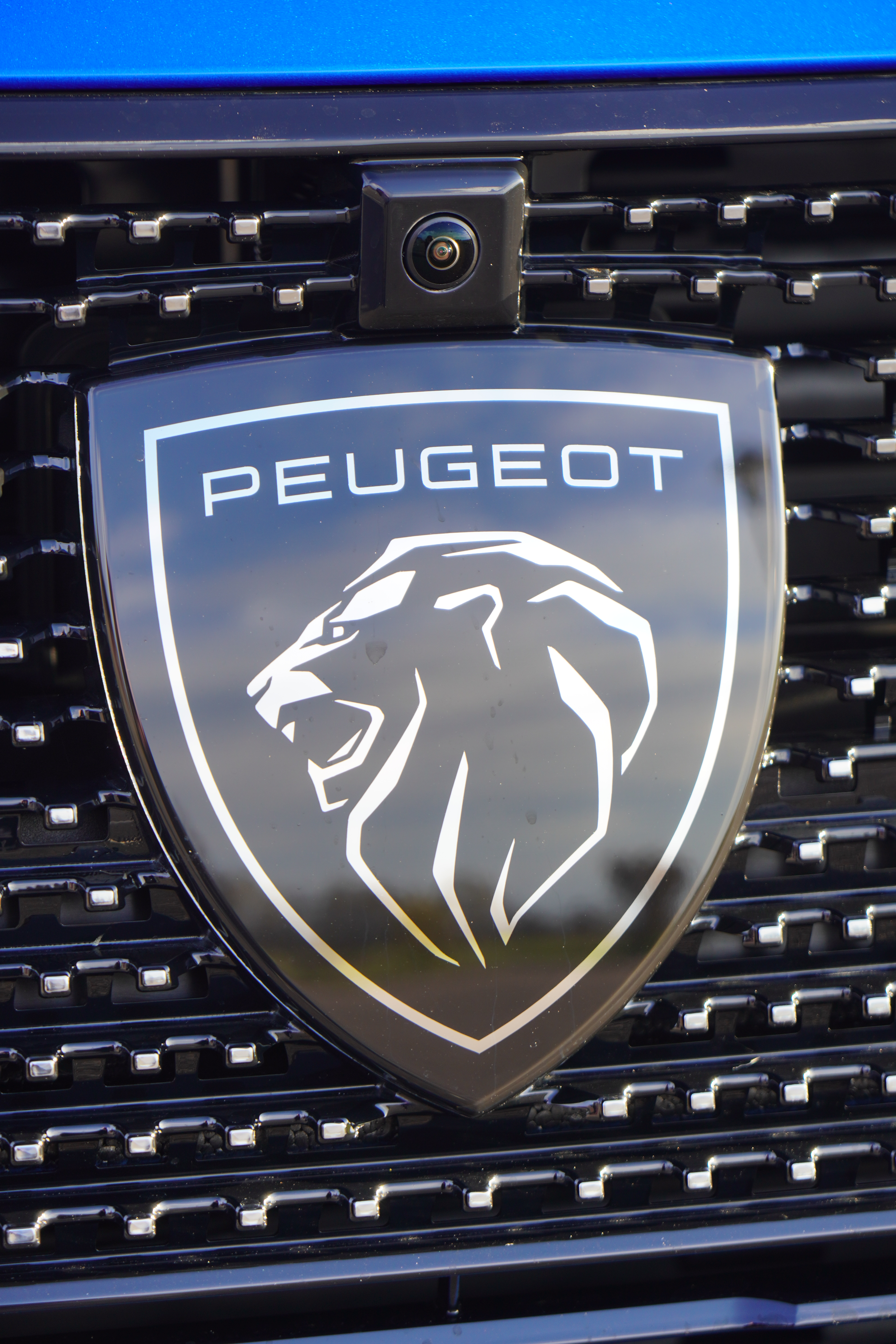
Logo seit 2021 am Peugeot 308 III

### Pfeffermühlen
Pfeffermühlen mit dem berühmten Peugeot-Mahlwerk sind ein bewährtes Peugeot-Produkt. Seit 1842 werden sie hergestellt und sind damit die ältesten Erzeugnisse des Konzerns. Dieser Firmenteil firmiert unter dem Namen Peugeot Saveurs.

### Fahrradbau
1881 begann Peugeot mit der Fertigung von Fahrrädern, deren Bedeutung Armand Peugeot bei einem Aufenthalt in England erkannt hatte. Unter dem Namen „Le Français“ stellten die „Fils de Peugeot frères“ 1882 ein Hochrad vor.
In den 1970er-Jahren war Peugeot der größte Fahrradhersteller Europas, der insbesondere durch seine Rennräder für professionelle Rennfahrer bekannt wurde und in der Folge den Markt für sportliche Alltagsräder im gehobenen Preis- und Qualitätssegment in Europa und in den USA prägte.

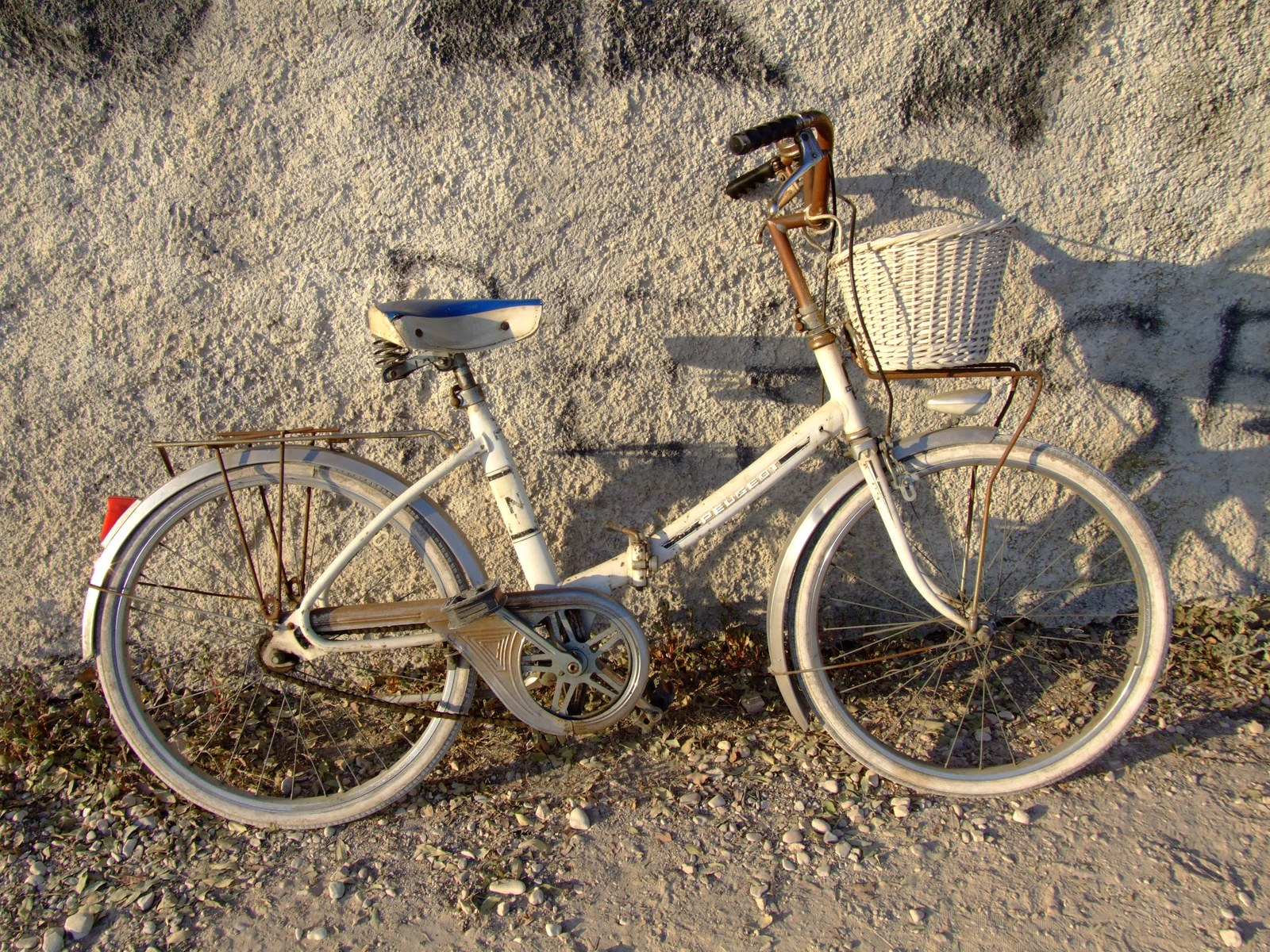
Peugeot Klapprad
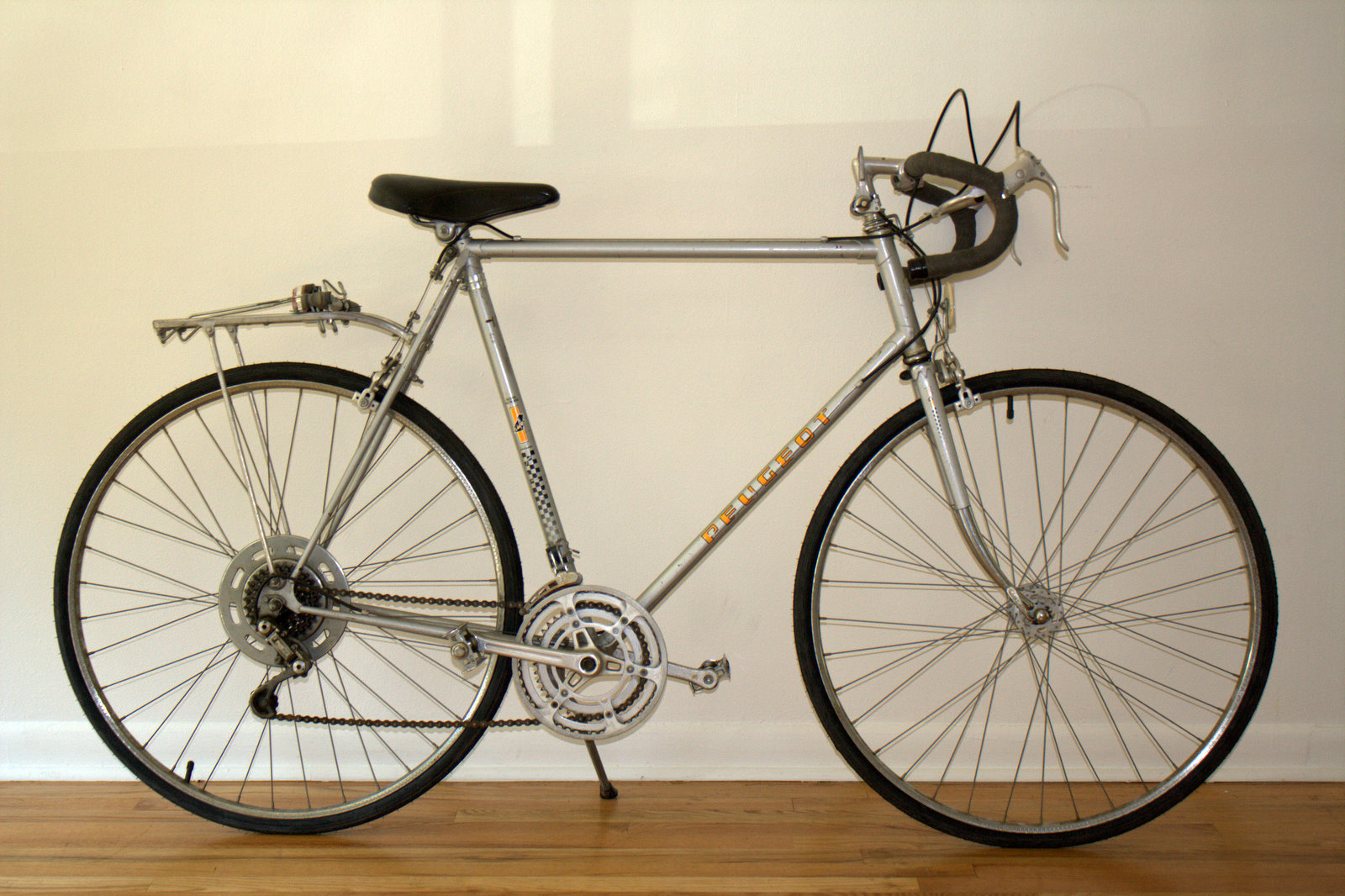
Rennrad der 1980er
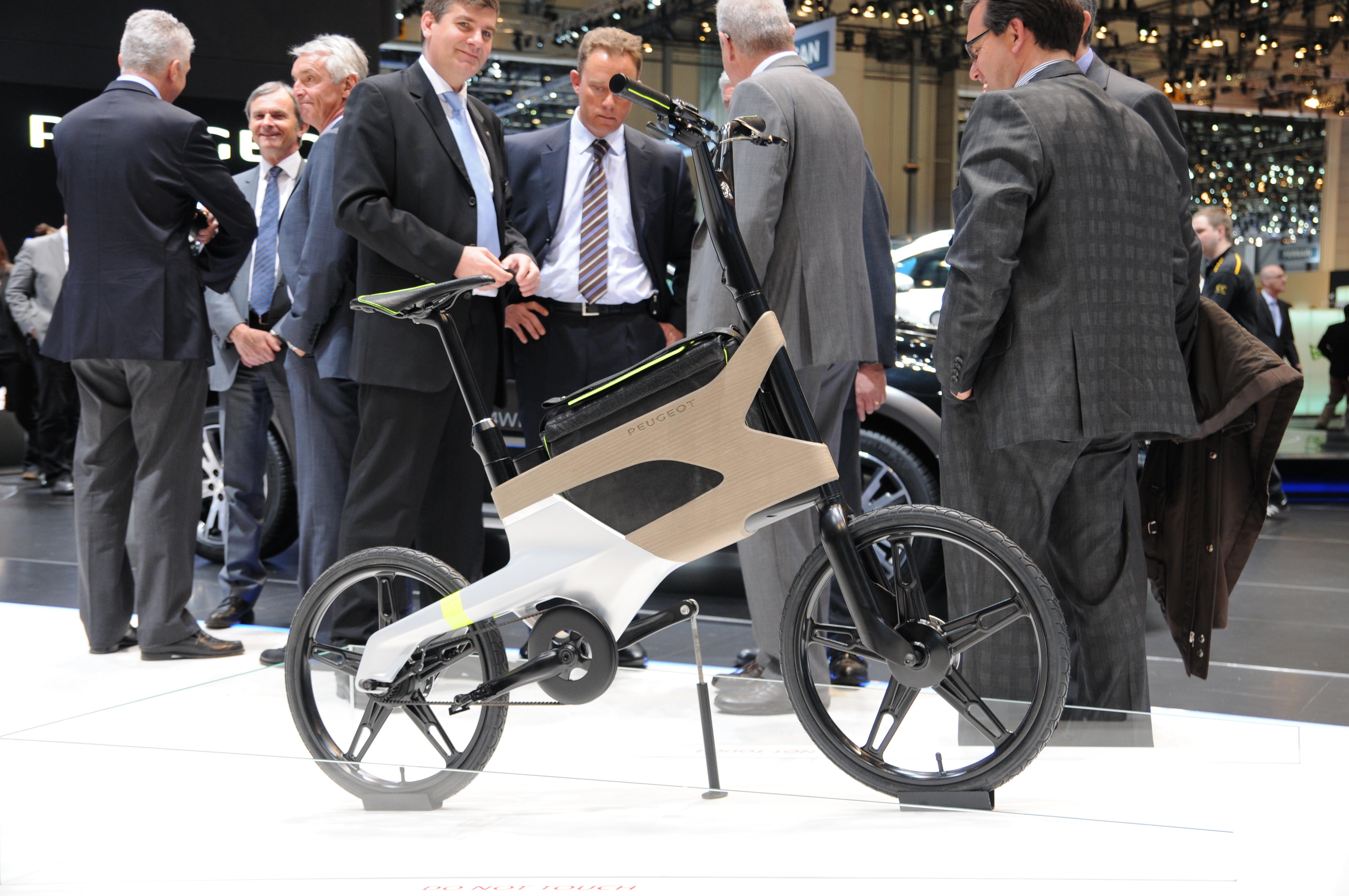
Neue Modelle, Motorshow Genf 2012

### Automobilbau

Peugeot 6 HP Vis-à-vis (1898)

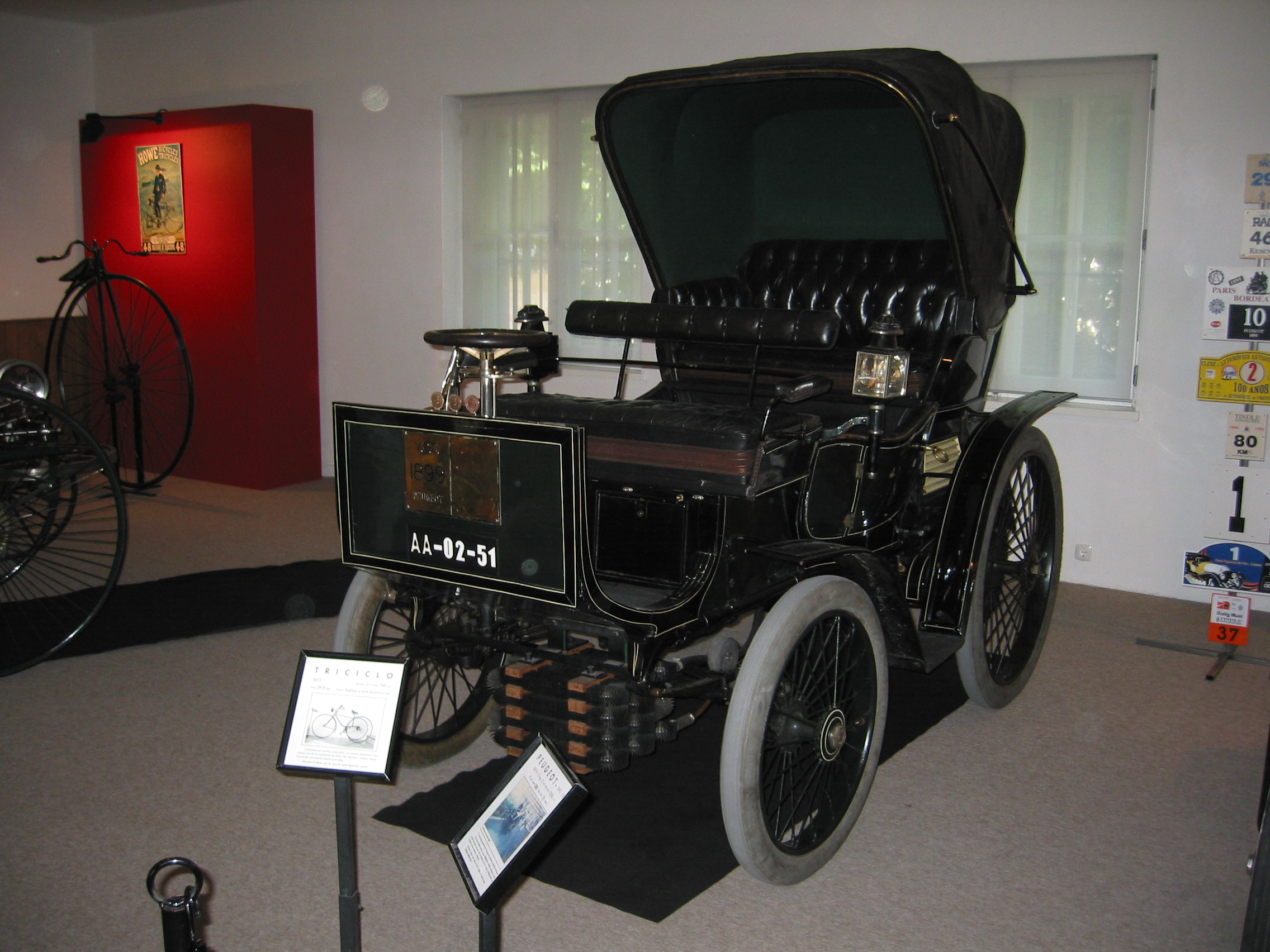
Peugeot Typ 19 (1899)

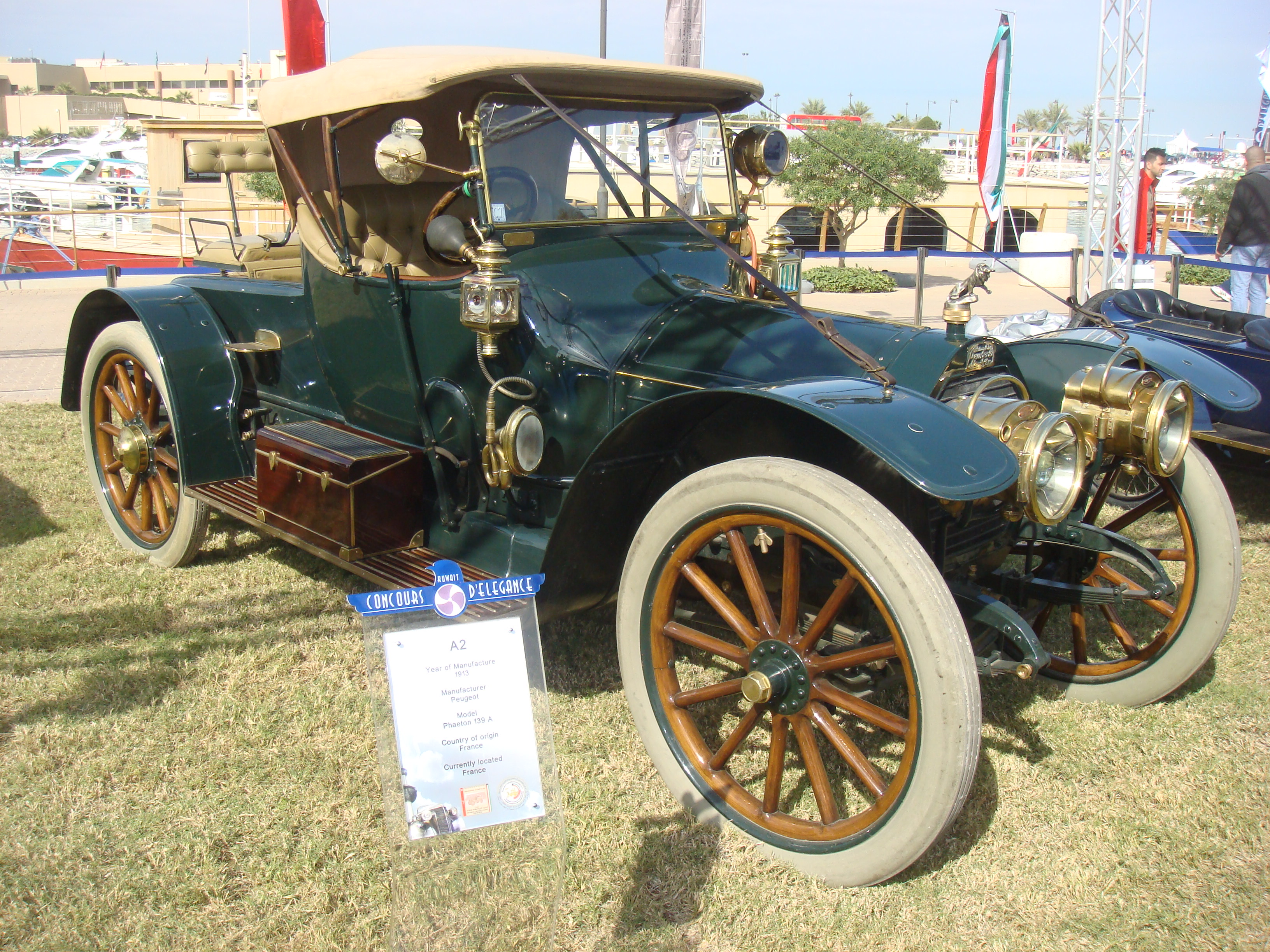
Peugeot Typ 139A Phaeton (1913)

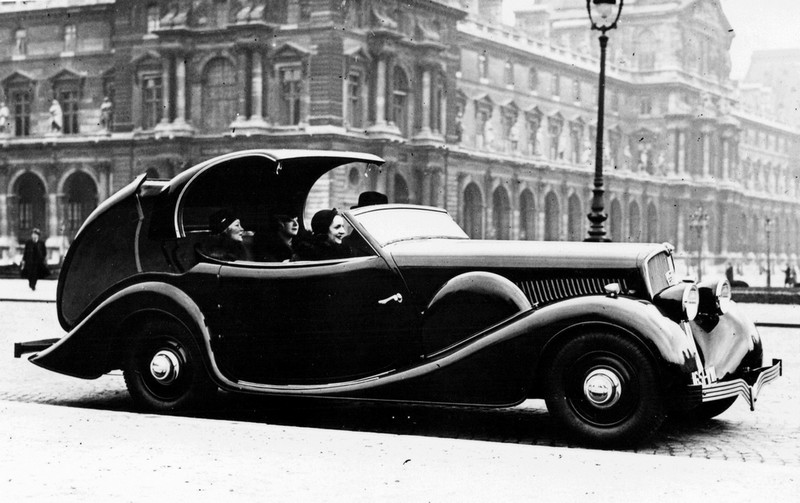
Peugeot 601 C Eclipse Pourtout (1934)

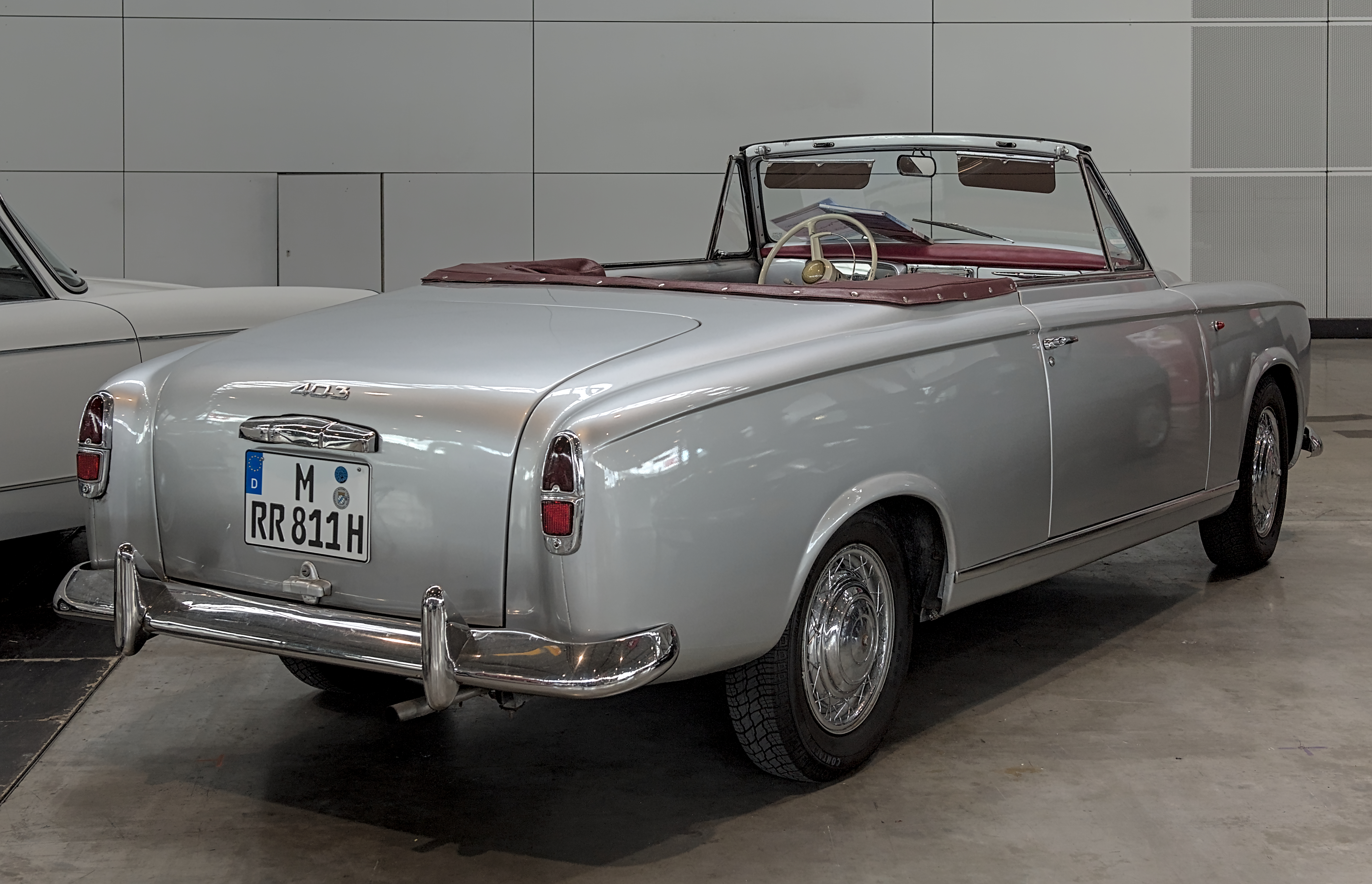
Peugeot 403 Cabriolet (bekannt aus der Fernsehserie Columbo)

1889 ließ Armand Peugeot das erste Kraftfahrzeug, das sogenannte Serpollet-Dreirad bauen; ein mit Dampf angetriebenes Fahrzeug, das man heute als „Prototyp“ bezeichnen würde. Erst mit dem Wechsel zu Typ 2 wurde der Wechsel auf Verbrennungsmotoren vollzogen, die allerdings von der Daimler-Motoren-Gesellschaft kamen. Im Jahr 1896 wurde in Wien ein Peugeot als erster in Serienproduktion erzeugter Ottomotorwagen zugelassen. Das Jahr 1898 gilt als Beginn des Welterfolges der Marke. Bereits 1900 wurden 500 Fahrzeuge und 20.000 Fahrräder hergestellt. Bis zum Jahr 1910 gab es noch zwei konkurrierende Peugeot-Marken: Automobiles Peugeot mit den Werken in Audincourt und Lille sowie Lion-Peugeot in Beaulieu (heute Ortsteil von Mandeure) bei Montbéliard. Beide Unternehmen schlossen sich dann zur Société des Automobiles et Cycles Peugeot zusammen.
Im Jahr 1912 wurde in Sochaux ein weiteres Werk gebaut. Ursprünglich wurden hier Lkw produziert. 1917 wurde in diesem Werk mit der Massenproduktion von Serienfahrzeugen begonnen. 1925 wurde das Werk Sochaux zum Hauptsitz der Pkw-Produktion. Durch den Ersten Weltkrieg und die allgemeine Mobilmachung wurden viele Fabriken, so auch Peugeot, gezwungen, ihre Einrichtungen für Kriegszwecke einzusetzen, was dazu führte, dass keine neuen Projekte mehr durchgeführt wurden. Von den 2,5 t und 3,5 t Lastwagen wurden über 8.000 Stück für die Armee hergestellt.
1929 wurde auf der Messe in Paris das Modell 201 vorgestellt. Dieses Modell, das bis 1936 insgesamt 140.000-mal produziert wurde, erwies sich als besonders erfolgreich, bescherte Peugeot eine bessere Finanzlage und trug wesentlich zum guten Ruf als Autohersteller bei. Der 201 war das erste Fahrzeug mit der später markenrechtlich geschützten mittleren Null in der Modellbezeichnung, die bis heute erhalten geblieben ist. Ebenfalls im Jahr 1929 wurden der Dieselmotor und das Sonnendach für die Autos eingeführt.
Nach dem Zweiten Weltkrieg begann der Wiederaufbau, indem man die technische Ausrüstung und maschinellen Anlagen neu strukturierte. Das neue Modell 203 wurde ab 1948 sofort zum Erfolgsmodell. 1955 wurde mit dem 403 der erste massenproduzierte Peugeot vorgestellt, der mit einem Dieselmotor erhältlich war. Der 403 ist der erste vom italienischen Designer Pininfarina gestaltete Peugeot.
Das im Jahr 1960 eingeführte Modell 404 war in ganz Europa wie auch im französischsprachigen Teil Afrikas ein großer Erfolg. Der 404 war vor allem als Taxifahrzeug in diesen Ländern sehr verbreitet. Die stetige Expansion von Peugeot führte 1965 dazu, dass die Holding Peugeot S.A. gegründet wurde, die die verschiedenen Gesellschaften der Firmengruppe kontrolliert. Im selben Jahr wurde das Werk in Mülhausen errichtet.
1974 wurde Peugeot Mehrheitsaktionär bei Citroën. Zwei Jahre später entstand durch die Fusion der beiden Unternehmen die Groupe PSA. Im Jahre 1978 kaufte PSA dann die europäischen Tochtergesellschaften von Chrysler mit den Marken Chrysler-Simca, Simca, Sunbeam und Matra-Simca auf. Da man den Namen Chrysler nicht länger benutzen durfte, wollte man der neuen Tochtergesellschaft zuerst wieder den Namen Simca zurückgeben, aber Marketing-Experten rieten davon ab, da die Marke zu sehr an Chrysler hafte. So verwendete man ab 1979 als Markennamen der neuen Tochter den von Talbot, ein kleiner Hersteller, der von Simca 1959 übernommen worden war.
Da sich die Übernahme von Talbot als sehr schwierig und kostspielig erwies, legte man 1980 den Vertrieb und die Verwaltung von Peugeot und Talbot zusammen. Bis zum Erscheinen des Peugeot 205 1983 schrieb der PSA-Konzern weiter rote Zahlen, die durch Streiks vor allem bei Talbot und Citröen begünstigt wurden. Mit Erscheinen des Peugeot 205 ging es bei Peugeot dann wieder bergauf, nur bei Talbot ging es weiter bergab, und schließlich gab man dann die Marke 1986 ganz auf. Der bereits fertige Nachfolger des Talbot Horizon, ursprünglich geplant als Talbot Arizona, wurde dann 1985 außerplanmäßig als Peugeot 309 auf den Markt gebracht.

### Motorradbau

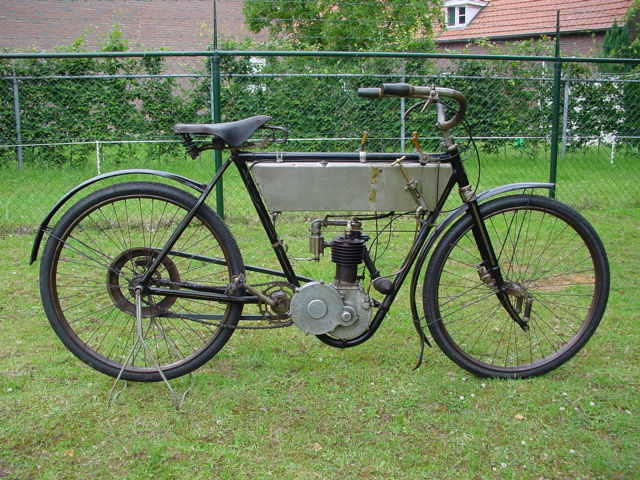
Peugeot-Motorrad mit 220-cm³-Motor (1907)

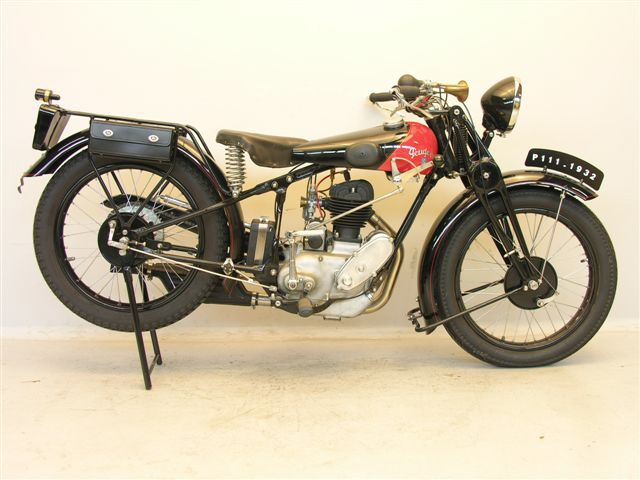
Peugeot P 111 mit 327 cm³ (1931)

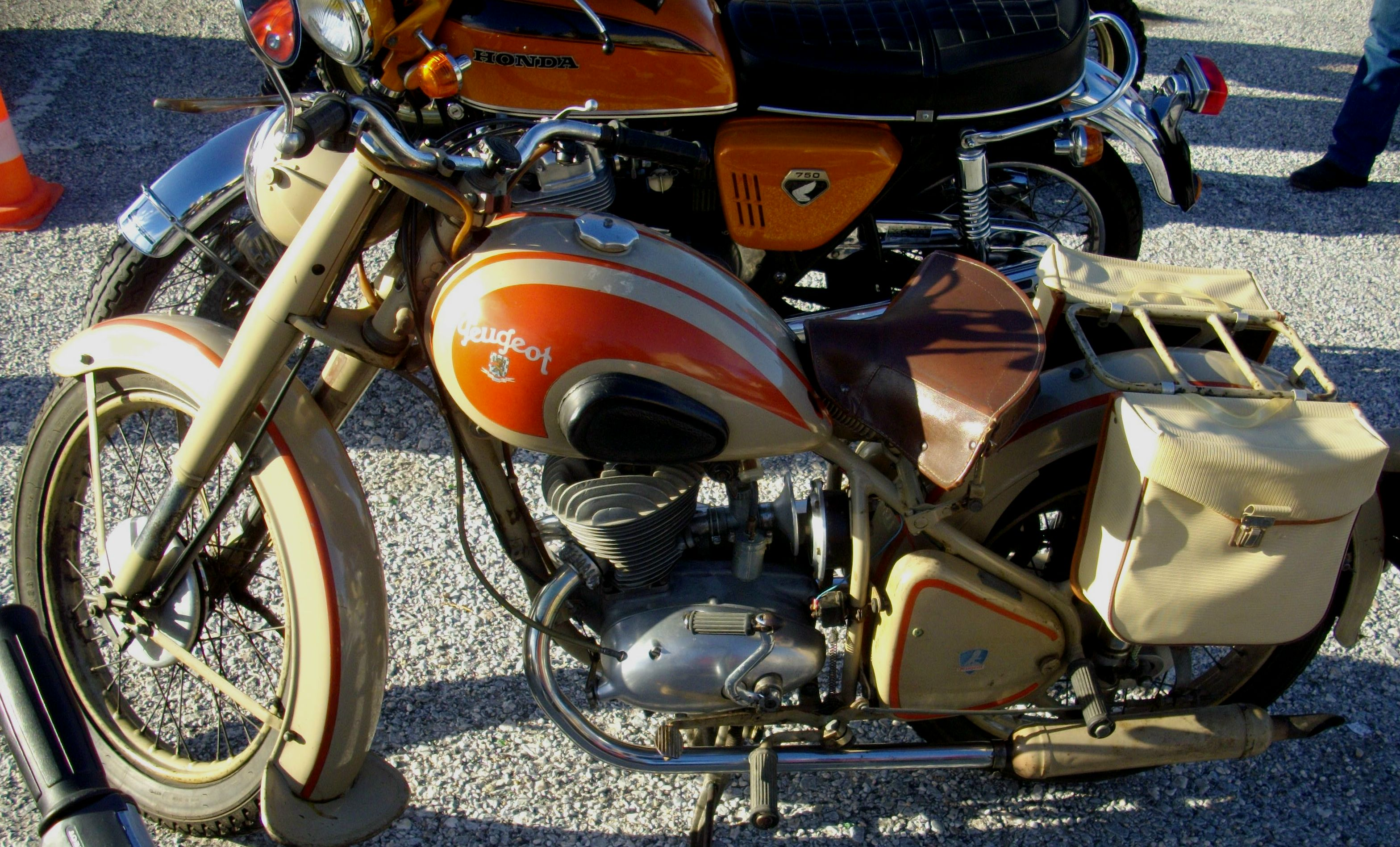
Peugeot Typ 176-TC4 mit 175 cm³ (1952)

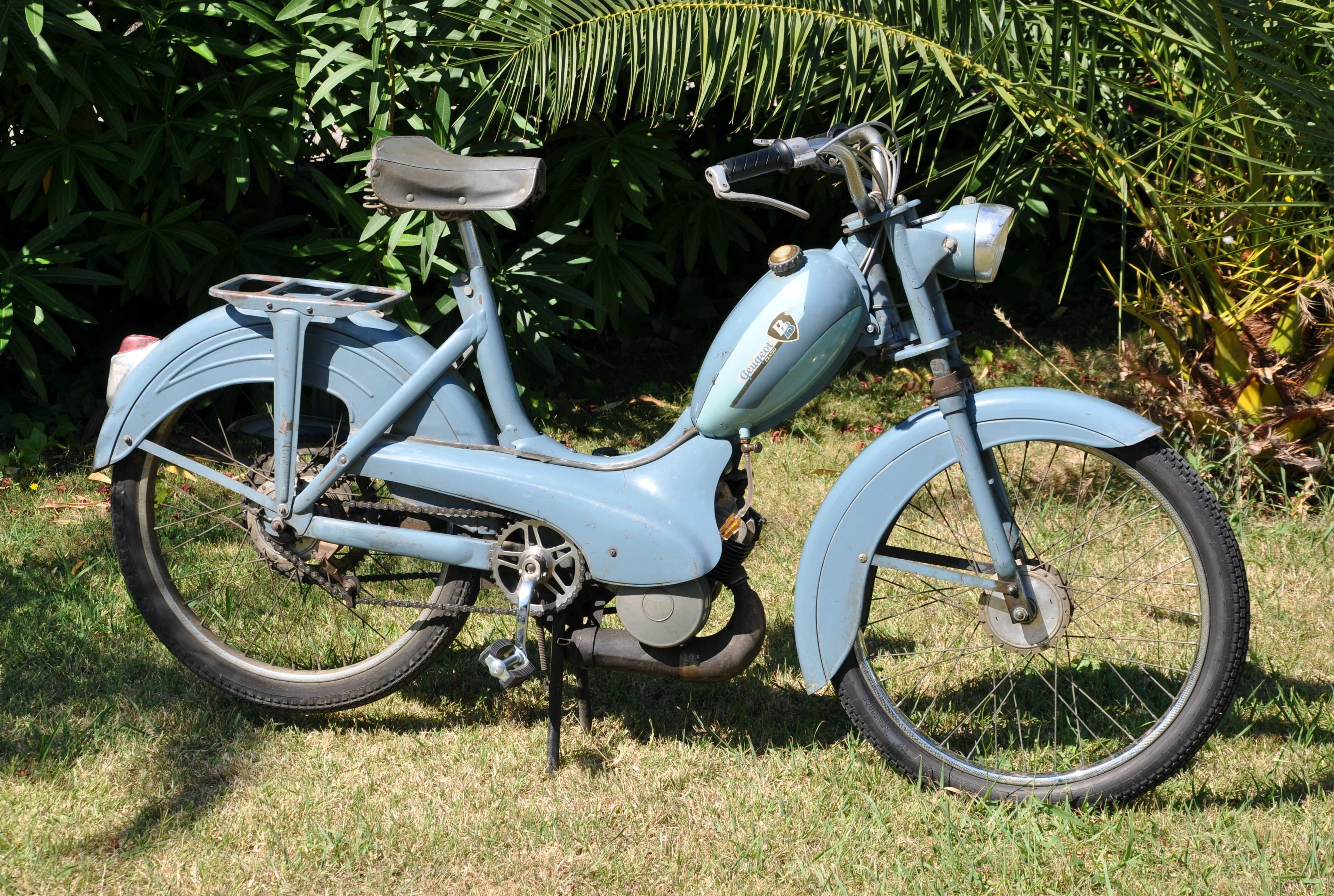
Cyclomoteur Peugeot „BB“ (1957)

Peugeot war nach Stückzahlen der bedeutendste französische Motorradhersteller.
Ab 1899 produzierte man motorisierte Zweiräder mit 1,5 PS starken Zedel-Motoren aus der Schweiz, die noch ohne Kupplung und Getriebe auskommen mussten. Ab 1902 baute Peugeot vollwertige Motorräder, anfänglich mit 2-PS-Motoren von Zedel, ab 1903 mit selbst entwickelten 2,5 bzw. 2,75 PS starken Viertaktmotoren mit 238 bzw. 333 cm³ Hubraum. Gegen Aufpreis war eine gefederte Vorderradgabel erhältlich. Ab 1905 waren bei Peugeot außerdem unterschiedlich starke Zweizylindermotoren im Angebot, die bei Hubräumen von 350 bis 1000 cm³ Leistungen von 2,75 bis 7 PS abgaben.
Noch vor dem Ersten Weltkrieg entwickelte sich Peugeot zu einem in ganz Europa erfolgreichen Zulieferer von Einbaumotoren, auch für englische Motorradhersteller wie z. B. Norton. 1907 gewann Rem Fowler bei der ersten Tourist Trophy auf der Isle of Man in der Zweizylinderklasse auf einer mit Peugeot-Motor ausgerüsteten Norton. 1909 trat Peugeot zur Tourist Trophy mit eigenen Rennmaschinen an und errang in der Folge zahlreiche Siege bei großen europäischen und amerikanischen Rennen.
1913 machte Peugeot mit einem Zweizylinder-Rennmotor, dem Peugeot 500 Sport, auf der Fernfahrt Paris–Nizza von sich reden, der bei einem Hubraum von 500 cm³ über zwei obenliegende Nockenwellen und vier Ventile pro Zylinder verfügte. Damit waren Geschwindigkeiten von über 120 km/h möglich, allerdings war das Triebwerk thermisch instabil, weshalb die Konstruktion nicht weiterentwickelt wurde.
Der Erste Weltkrieg brachte die zivile Motorradproduktion von Peugeot zum Erliegen. Gebaut wurden nun insbesondere Militärmaschinen mit seitengesteuertem Zweizylindermotor und 750 cm³ Hubraum. Nach dem Krieg knüpfte man an alte Traditionen an und wandte sich auch wieder dem prestigeträchtigen Rennsport zu. 1923 leisteten die Peugeot-Rennmaschinen mit einem von Ingenieur Lessman Antoinesco neu entwickelten Zweizylindermotor bei einem Hubraum von 500 cm³ bis zu 27 PS und erreichten Spitzengeschwindigkeiten von über 160 km/h.
Die 1920er-Jahre waren daneben von der Produktion alltagstauglicher leichter Maschinen geprägt, die mit einem 250-cm³-Zweitaktmotor ausgestattet waren, der 3,5 PS leistete, ein Zweiganggetriebe und eine gefederte Vorderradgabel aufwies. Ein Kuriosum blieb das Cyclo-Moto, das über einen in der Vorderradnabe integrierten Motor verfügte.
1925 wurde erstmals ein 175-cm³–Zweitakt-Blockmotor vorgestellt, ein Triebwerk also, dessen Getriebe nicht mehr separat angebracht war, sondern in einem gemeinsamen Gehäuse mit dem eigentlichen Antrieb saß. Eingeführt wurde gleichzeitig ein Mittelständer, der zusammen mit Trapezvorderradgabel und Trommelbremsen das fortschrittliche Konzept abrundete.
1926 trennte sich bei Peugeot die Automobil- und die Motorradabteilung, und der offizielle Renneinsatz wurde aufgegeben. Im gleichen Jahr wurde das Blockmotorkonzept auf die Viertakter übertragen, die damit ausgestatteten Maschinen begründeten die Typenreihe „P“, die bis in die 1950er-Jahre fortgeführt werden sollte. Auf die Modelle P 101, 102, 103 und 104 folgten ab 1927 das kopfgesteuerte Spitzenmodell P 105 mit 350 cm³ und ihre seitengesteuerten kleinen Schwestermodelle P 107, 108, 109 und 110. Daneben wurden weiterhin anspruchslose Zweitakter mit bis zu 175 cm³ gebaut. Das Modell P 50 mit 98-cm³-Motor durfte ohne Führerschein gefahren waren.
1930 erlebte Peugeot mit der aus Kostengründen mit einer Gabel aus Pressstahl ausgerüsteten P 111 ein Fiasko. Die Konstruktion war nicht verwindungssteif, sorgte für ein unsicheres Fahrverhalten und wurde rasch wieder fallengelassen. 1933 stellte Peugeot eine neue Generation von Blockmotoren vor, die über Hubräume von 350 bis 500 cm³ und seiten- bzw. kopfgesteuerte Ventile verfügten. Mit dem Spitzenmodell P 515 waren Geschwindigkeiten bis 140 km/h möglich.
Ab 1938 hatte Peugeot – wie viele andere Motorradhersteller auch – trotz auf vielfältige Kundenbedürfnisse abgestimmter Produktpalette mit Absatzproblemen zu kämpfen. Fortan – bis zum Ende der Motorradproduktion im Jahr 1959 – konzentrierte man sich auf die Herstellung relativ einfacher, für die Massenmotorisierung geeigneter Maschinen mit Hubräumen zwischen 98 und 175 cm³.
1939 wurde die P 53 vorgestellt, die über einen 100-cm³-Zweitaktmotor mit Dreigangschaltung verfügte und in verschiedenen Ausstattungsvarianten erhältlich war. Mit ihr legte man den Grundstein für eine bis Ende der 1950er-Jahre gebaute Reihe unkomplizierter und zuverlässiger Zweiräder, die bei bescheidener Leistung die Anmutung vollwertiger Motorräder hatten und sich im Heimatland großer Beliebtheit erfreuten. Sie konnten allerdings auf dem deutschen Markt nie Fuß fassen, der auch in den unteren Hubraumklassen von starken Marken (Adler, DKW, NSU, Zündapp) beherrscht wurde.
Der Zweite Weltkrieg und die Besetzung Frankreichs durch die deutsche Wehrmacht unterbrachen die Entwicklung und Produktion ziviler Motorräder bei Peugeot.
Ende 1944 kündigte Peugeot die im Folgejahr anlaufende Produktion der P 54 an, eines verbesserten Nachfolgers der vor dem Krieg entwickelten P 53. Die P 54 verfügte weiterhin über einen 100-cm³-Zweitaktmotor mit 3-Gang-Schaltung, bot nun aber einen Gepäckträger, eine aufwendigere Sattelfederung und einen stärker an Motorräder erinnernden Tank. Das Vorderrad war nach wie vor über eine Trapezgabel gefedert, auf eine Hinterradfederung musste man weiter verzichten.
1946 erschien die P 55, deren Grundkonstruktion der P 54 entsprach, die jedoch mit einem 125-cm³-Zweitaktmotor ausgestattet war.
Aus der P 55 entstanden in den Jahren bis zum Ende der Motorradproduktion 1959 eine Vielzahl von Ausstattungs- und Leistungsvarianten. Die P 56 wies im Unterschied zur P 55 bei gleichem Hubraum eine Viergangschaltung auf, die P 155 verfügte über einen 150-cm³-Motor (mit Vierganggetriebe: P 156), die P 255 über ein Triebwerk mit 250 cm³ (mit Vierganggetriebe P 256) und die 1957 erschienene P 356 über einen 350-cm³-Motor mit zwei Zylindern und 4-Gang-Schaltung. Daneben gab es Versionen mit Teleskopgabel, Hinterradfederung, aufwendiger Verchromung, zusätzlichen Verkleidungsteilen und weiteren Besonderheiten. Die klassische Ausstrahlung der Ursprungskonstruktion P 55 ging dabei allerdings nach und nach verloren. Im Vergleich zu deutschen Konkurrenten fallen vor allem die frühen 125-cm³-Maschinen des Typs 55 durch besonders gelungene Proportionen und elegante Farbgebung (verschiedene Beige-, Grau- und Brauntöne, teils mit Mehrfarblackierung, teils mit Linierung) auf. Sie sind für den Sammler klassischer französischer Motorräder sicher die attraktivsten Nachkriegsmodelle aus dem Hause Peugeot.
Noch einmal gab es ein Sport-Motorrad im Nachkriegs-Programm von Peugeot, die 176 GS, die auf der 1951 erschienenen 176 TC4 basierte. Dieses Modell schlug sich ausgezeichnet im Amateursport der Saison 1952, weshalb sich Peugeot zu einem Werkseinsatz beim Bol d’Or entschloss. André Bouin holte einen souveränen Klassensieg und Platz fünf im Gesamtklassement. Daher nennen Peugeot-Fans die Ende 1952 vorgestellte 176 GS stets nur „Bol d’Or“.
Das erfolgreichste von Peugeot produzierte Moped war die „BB“, die in verschiedenen Modellvarianten von 1957 bis 1970 gebaut wurde. Der 50-cm³-Einzylindermotor leistete 1,35 kW (1,85 PS) und erbrachte eine Spitzengeschwindigkeit von bis zu 55 km/h.
1959 wurde der Motorradbau bei Peugeot aufgegeben. Seither werden unter der traditionsreichen Marke nur noch Mofas und Roller hergestellt.

## Motorsport

### Rallye

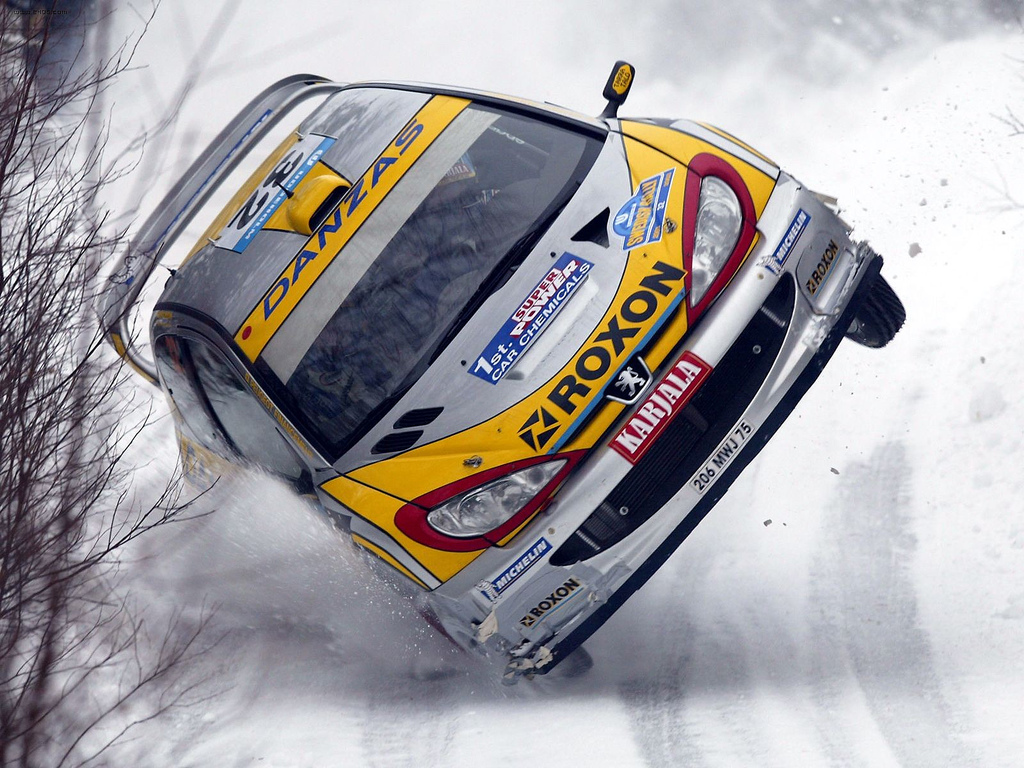
Ein Peugeot 206 WRC bei der Rallye Schweden 2003 auf Schnee

Peugeot engagiert sich vor allem im Rallye-Sport. Dort konnten beispielsweise der 205, 206, 306 und der 307 Erfolge feiern.
Schon in den 1960er-Jahren gewann Peugeot mit dem 404 verschiedenste Rallyes, darunter mehrmals die „East African Safari“. Ab 1981 leitete Jean Todt die Sportabteilung von Peugeot und wirkte hier federführend an der Vorbereitung des werksseitigen Rallye-Engagements mit. 1984, im Jahr der ersten Beteiligung an der Rallye-Weltmeisterschaft mit dem Peugeot 205 T16, demonstrierte der Finne Ari Vatanen auf Korsika das Potential mit seiner zeitweiligen Führung. Knapp drei Monate später gelang der erste Sieg einer Wertungsprüfung bei der 1000-Seen-Rallye in Finnland, nach dem weitere Erfolge bei den Rallyes Sardinien und Wales anstanden.
In den folgenden beiden Jahren dominierte Peugeot trotz sehr starker Gegner die Rallye-Weltmeisterschaft souverän. Die beiden Finnen Timo Salonen und Juha Kankkunen wurden in Folge auf Peugeot Weltmeister der Jahre 1985 und 1986, die Titel in der Marken-WM ging ebenfalls nach Paris. Damit wurde Audi vom Siegerpodest verdrängt.
Bei der Tour de Corse im Mai 1985 wurde die zweite Auflage des Peugeot 205 T16 mit der Werksbezeichnung Evolution 2 präsentiert. Ihm wurde, um gegen die wachsende Konkurrenz durch Audi, Lancia und Ford die Nase vorn zu haben, ein ausgeklügeltes Flügelprogramm verpasst und der Turbo-Ladedruck auf 2,5 bar erhöht. Nun hatte man eine Leistung von 315 kW (430 PS) bei 7500/min erreicht.
Nach dem Verbot der Gruppe B Mitte der 1980er-Jahre setzte Peugeot die Rallye-Erfahrungen nicht nur beim Bergrennen am Pikes Peak, sondern vor allem auch bei der Rallye Raid Dakar mit den beiden Modellen 205 und 405 weiter in Erfolge um. Auch hier konnte sich der Finne Ari Vatanen in die Annalen der Peugeot-Motorsportgeschichte eintragen. Peugeot gewann die Rallye Dakar in den Jahren 1987–1990. Im Jahr 2015 nahm Peugeot wieder an der Rallye Dakar teil.
Eine Rückkehr an die Spitze des Rallyesports erlebte Peugeot ab dem Jahr 1999 mit der Einführung des 206 WRC. Mit dem finnischen Fahrer Marcus Grönholm wurde 2000 und 2002 die Fahrer-WM gewonnen, von 2000 bis 2002 auch drei Mal in Folge der Titel für den besten Konstrukteur. Nachfolgemodell des 206 WRC war der Peugeot 307 WRC (auf Grundlage der Coupé-Cabriolet-Version), der bis einschließlich 2006 eingesetzt wurde; anschließend zog sich das Peugeot-Werksteam allerdings aus der Weltmeisterschaft zurück. In den Folgejahren trat Peugeot allerdings in untergeordneten Serien wie der Intercontinental Rally Challenge oder der Rallye-Europameisterschaft weiterhin an, wobei Rallyeversionen der Modelle 207 und 208 zum Einsatz kommen.

### Sportwagenrennen

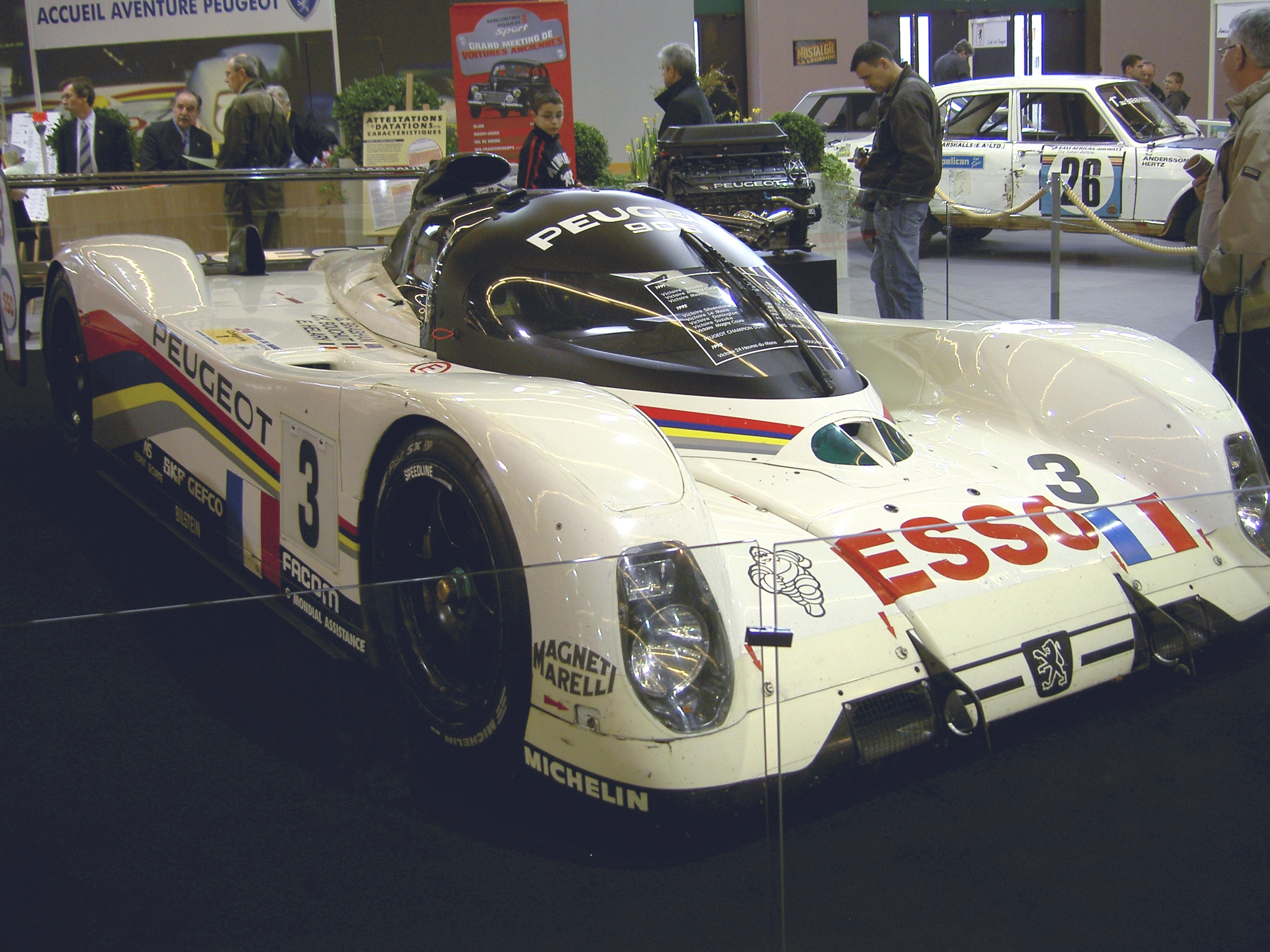
Peugeot 905 B

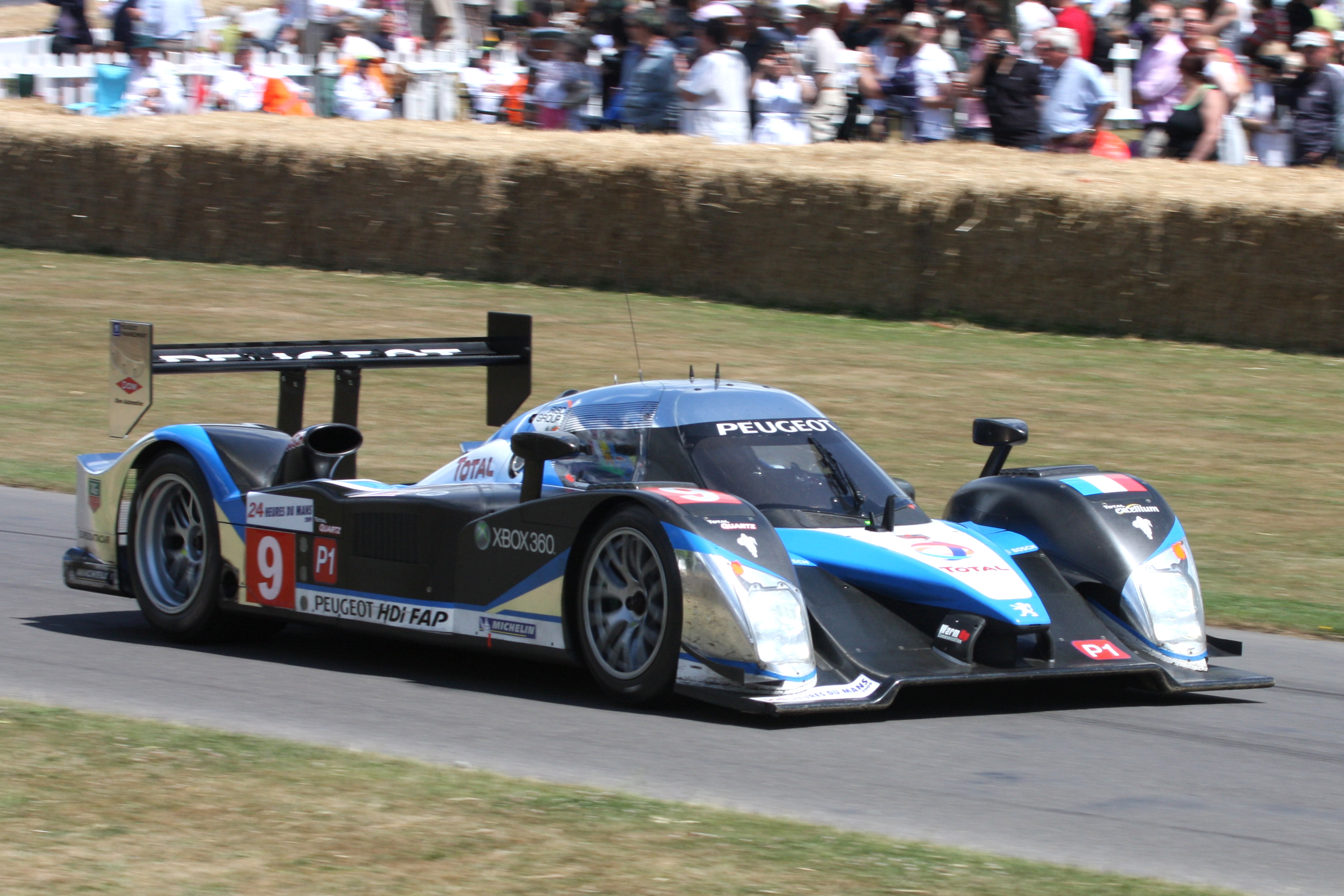
Peugeot 908 HDi FAP bei der Präsentation in Goodwood 2009

Ende der 1980er-Jahre etablierte sich Peugeot auch mit dem 905 im Bereich der Sportwagenrennen. Hierbei wurden 1992 und 1993 die 24 Stunden von Le Mans gewonnen sowie die Sportwagen-Weltmeisterschaft des Jahres 1992. Nachdem die FIA die Sportwagen-WM ab dem Jahr 1993 nicht mehr ausschrieb, zog sich Peugeot vorerst aus diesem Segment zurück. Jedoch stellte es dem französischen Rennteam von Gérard Welter und Henri Pescarolo weiterhin Motoren zur Verfügung, bis der Hersteller 2007 mit einem Le-Mans-Prototypen selbst nach Le Mans zurückkehrte. Der Dieselrennwagen Peugeot 908 HDi FAP verlor jedoch das Rennen 2007 und 2008 gegen die etablierte Mannschaft von Audi. So blieb dem Werk zunächst der Sieg in der Le Mans Series 2007. Am 14. Juni 2009 jedoch holte das Team Peugeot Sport Total einen Doppelsieg bei den 24 Stunden von Le Mans. In den beiden folgenden Jahren verlor Peugeot erneut gegen Audi, sicherte sich jedoch den Intercontinental Le Mans Cup mit acht Siegen in zehn Rennen. 2012 zog sich das Werksteam, trotz begonnener Saisonvorbereitungen, kurzfristig zurück. Als Grund wurde die schwierige wirtschaftliche Situation angeführt.

### Tourenwagenrennen
Daneben gab es Einsätze im Tourenwagensport: Peugeot-Fahrzeuge waren unter anderem mit Fahrertiteln in den Rennserien Championnat de France de Supertourisme (1994, 1999–2000, 2002, 2004–2005), Danish Touringcar Championship (1999–2003), Asian Touring Car Series (2000–2002) und Stock Car Brasil (2008–2009, 2012) sowie dem kurzlebigen deutschen Super-Tourenwagen-Cup (1997) erfolgreich. In der prominenteren British Touring Car Championship, in der Peugeot von 1992 bis 1998 und 2001 ein Werksteam antreten ließ, stellte sich dagegen kein nachhaltiger Erfolg ein. Jedoch wurde das prestigeträchtige 24-Stunden-Rennen von Spa-Francorchamps nach einem frühen Sieg 1926 in neuerer Zeit zweimal gewonnen (1999, 2000).

### Formel 1

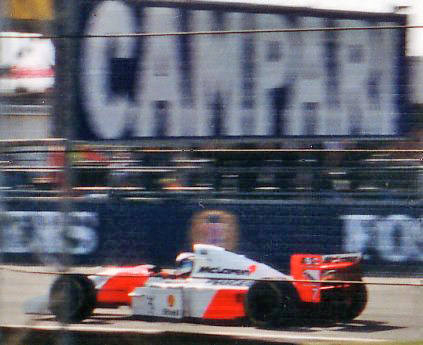
Mika Häkkinen auf McLaren-Peugeot. Silverstone, am 10. Juli 1994

Von 1994 bis 2000 war Peugeot als Motorenlieferant für verschiedene Formel-1-Teams tätig. Das Formel-1-Engagement knüpfte dabei an das Projekt der Gruppe-C-Sportwagen an, zumal das Motorenreglement in den letzten Jahren der Sportwagen-Weltmeisterschaft praktisch identisch zu dem der Formel 1 war. Konsequenterweise bauten die von Peugeot entwickelten Formel-1-Motoren auf jenen des Peugeot 905 auf. Jedoch blieben die Erfolge bei McLaren (1994), Jordan (1995–1997) und Prost (ab 1998) aus: Zwar erreichten vor allem die Fahrer von McLaren und Jordan eine Anzahl an Podestplatzierungen, allerdings erwarben sich die Peugeot-Motoren mit zahlreichen Defekten einen sehr unzuverlässigen Ruf, und der französische Hersteller zog sich zurück. Ende 2000 wurden die Formel-1-Triebwerke an das Unternehmen Asiatech verkauft, das sie unter eigenem Namen, aber ohne technische Veränderungen 2001 bei Arrows und 2002 bei Minardi einsetzte.

### Sonstiges

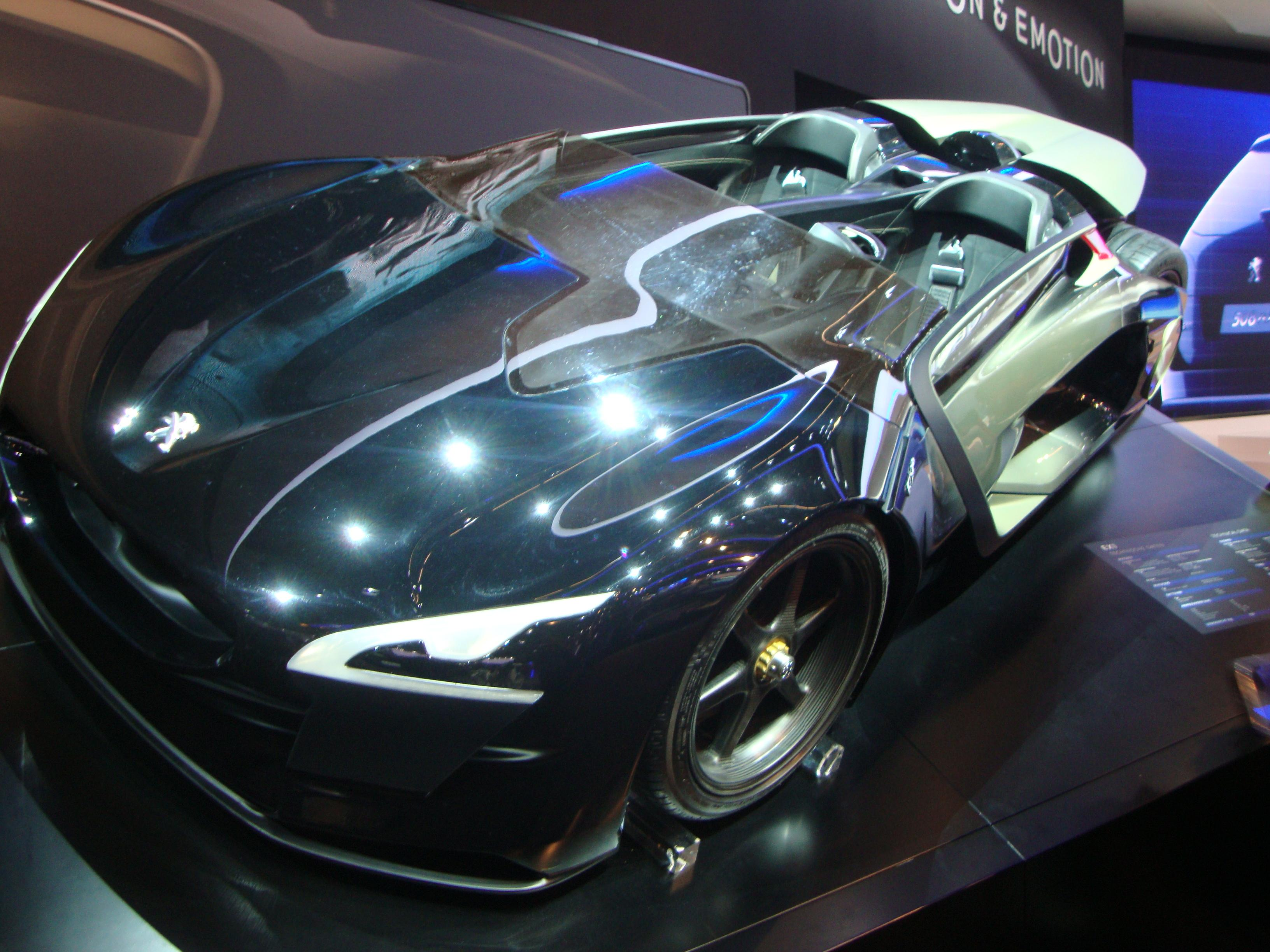
Elektrosportwagen Peugeot EX1

Weniger bekannt ist, dass Fahrzeuge von Peugeot dreimal das Indianapolis 500 gewinnen konnten (1913 durch Jules Goux, 1916 durch Dario Resta sowie 1919 durch Howard Wilcox).
Und ebenso, dass am 27. April 2011 der Peugeot EX1 mit Elektroantrieb die 20,8 km lange Nürburgring-Nordschleife in 9:01,338 min umrundete.

## Automobile

### Nomenklatur

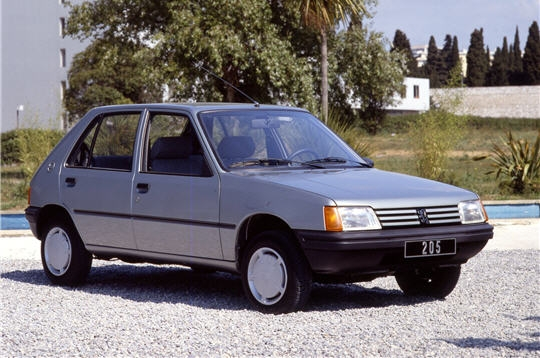
Eine Erfolgs-Nummer für Peugeot:
der von 1983 bis 1998 produzierte 205

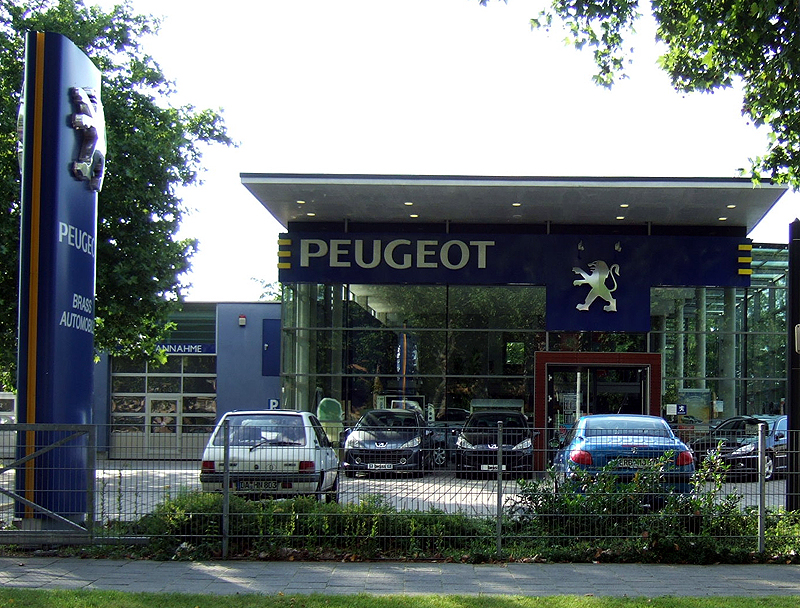
Peugeot-Filiale im etwa 2003 weltweit eingeführten Blue-Box-Design

Peugeot nummerierte bis in die 1930er-Jahre alle seine Modelle einfach unter der Bezeichnung Type durch. Begonnen mit Type 1 bis etwa Type 192. Hervorzuheben ist der Peugeot Bébé (Type 69), der von 1905 bis 1912 in großen Stückzahlen gebaut wurde, da er der erste echte Kleinwagen von Peugeot war.
1929 begann Robert Peugeot, der Nachfolger von Armand Peugeot, mit dem Modell 201, die Fahrzeuge mit einem Nummerierungssystem mit einer Mittel-Null zu versehen. Zudem führte er den Dieselmotor und das Sonnendach ein. Die Zahlenfolge 201 entsprang zunächst dem Zufall. Diese Baureihe war das zweihundertste Projekt der Entwicklungsabteilung von Peugeot. Die Einfachheit und Klarheit des Nummerierungssystems führte dazu, dass man nach diesem Muster alle sechs Fahrzeugklassen bezeichnete. Die Null in der Mitte wurde damit typisch für Peugeot und ist auch markenrechtlich geschützt. Dies führte im Jahr 1963 dazu, dass Porsche im Namensstreit um den Porsche 901 unterlag und ihn daraufhin 911 nannte. Die Regelung der geschützten Null in Zahlenmitte gilt nur für vergleichbare Personenwagen anderer Marken; es gab Ausnahmen bei Sonderfahrzeugen von Bristol, BMW, Tatra und Ferrari.
Seit 2004 werden für Sonder- und Nischenmodelle (wie z. B. für die Modelle 1007, 4007, 3008 und 5008) auch vierstellige Doppelnullnummern benutzt.
Seit Beginn der 1990er-Jahre, namentlich mit dem Fertigungsbeginn des Peugeot Boxer 1994, bezeichnet der Hersteller seine Nutzfahrzeuge nicht mehr mit Buchstaben-Zahlen-Kombinationen wie J5. Sieht man von den auf Kleinlieferwagenbasis beruhenden Hochdachkombis Bipper und Partner bzw. Ranch ab, so ist das Sportcoupé Peugeot RCZ – vorgestellt 2009 und am Markt erhältlich von Mai 2010 bis Ende 2015 – der bislang einzige Peugeot-Pkw, der keine Nummern als Modellbezeichnung trägt.
2012 kündigte Peugeot an, in Zukunft die Standardmodelle nur noch auf „1“ bzw. „8“ enden zu lassen. So wird der Nachfolger des 308 wieder 308 heißen, bzw. der Nachfolger des 107 dann auch 108 heißen. Um Platz für die größer werdende Modellfamilie zu schaffen, werden günstigere Modelle z. B. wie das Weltauto 301 hinten immer die „1“ tragen.

### Pkw-Neuzulassungen in Deutschland
| Jahr | Einheiten | Marktanteil |
| ---- | --------- | ----------- |
| 2020 | 55.401    | 1,9 %       |
| 2019 | 72.709    | 2,0 %       |
| 2018 | 68.237    | 2,0 %       |
| 2017 | 70.930    | 2,1 %       |
| 2016 | 56.760    | 1,7 %       |
| 2015 | 54.259    | 1,7 %       |
| 2014 | 054.096   | 1,8 %       |
| 2013 | 054.736   | 1,9 %       |
| 2012 | 071.435   | 2,30 %      |
| 2011 | 082.743   | 2,60 %      |
| 2010 | 084.242   | 2,89 %      |
| 2009 | 130.207   | 3,42 %      |
| 2008 | 094.676   | 3,06 %      |
| 2007 | 093.394   | 2,97 %      |
| 2006 | 111.151   | 3,21 %      |
| 2005 | 118.038   | 3,53 %      |
| 2004 | 121.914   | 3,73 %      |
| 2003 | 123.791   | 3,82 %      |

Quelle: Kraftfahrtbundesamt (KBA)

### Zeitleisten
[1] als „Lion-Peugeot“ vermarktet

### Modellgeschichte
Alle seit 1. Januar 2000 gebauten Modelle mit Ottomotor, mit Ausnahme des Modells 406 mit Motor 2,0 HPi, vertragen die Ethanol-Beimischung von 10 % (E10).
| Bauzeit Produktion seit | Baureihe                       | Anmerkung | Bild |
| Aktuelle Modellpalette (Pkw) |                                | |      |
| 2019 | 208 II                         | Die zweite Generation des 208 präsentierte Peugeot im Frühjahr 2019. Es ist das erste Peugeot-Modell auf der Common Modular Platform (CMP) des PSA-Konzerns, der sie auch im Opel Corsa F verwendet. Auch als batterieelektrisch angetriebener e-208 ist das Fahrzeug erhältlich. |      |
| 2019 | 2008 II                        | Im Sommer 2019 wurde die zweite Generation des Crossover-SUV vorgestellt. Er ist auch als e-2008 mit Elektroantrieb erhältlich. |      |
| 2021 | 308 III                        | Die dritte Generation des 308 wurde im März 2021 vorgestellt. Auch ein Kombi ist wieder erhältlich. Erstmals ist die Baureihe auch als Plug-in-Hybrid oder Elektroauto verfügbar. |      |
| 2024 | 3008 III                       | Die dritte Generation des 3008 ist seit Frühjahr 2024 im Handel. Die Baureihe wird erstmalig auch als Elektroauto verkauft. |      |
| 2022 | 408 III                        | Als Crossover vermarktet wird der 408 der dritten Generation. Erstmals ist die Baureihe auch in Europa verfügbar. |      |
| 2024 | 5008 III                       | Die dritte Generation des 5008 wurde im März 2024 vorgestellt. |      |
| Neben diesen Fahrzeugen werden in einigen außereuropäischen Ländern auch seit vielen Jahren Fahrzeuge der Baureihen 405 und 505 verkauft. |                                | |      |
| Bauzeit Produzierte Fahrzeuge | Baureihe                       | Anmerkung | Bild |
| Nutzfahrzeuge |                                | |      |
| 1923 | Peugeot 1543                   | Kleintransporter, als Camionette Peugeot 1500 kg angeboten |      |
| 1941–1950 | Peugeot DMA                    | Kleintransporter, zwischen 1948 und 1950 als Peugeot Q3A angeboten. |      |
| 1946–1955 | Peugeot D3                     | Kleintransporter, ähnlich dem „VW Transporter“ |      |
| 1949–1960 | Peugeot 203 utilitaire         | Verschiedene Versionen, darunter Pritsche, Kasten und Krankenwagen |      |
| 1955–1967 | Peugeot 403 Camion             | Pritschenwagen |      |
| 1955–1965 | Peugeot D4                     | Nachfolger des D3, Vorgänger des J 7 |      |
| 1967–1980 | Peugeot 404 Camionnette bâchée | Pritschenwagen |      |
| 1968–1980 | Peugeot J7                     | Kleintransporter |      |
| 1979–1996 | Peugeot 504 Pickup             | Pritschenwagen |      |
| 1980–1987 | Peugeot J9                     | Kleintransporter |      |
| 1981–1994 | Peugeot J5                     | Größerer Kleintransporter, der von Sevel gebaut wurde. Er teilt sich mit dem Citroën C25 und dem Fiat Ducato I die gleiche Bodengruppe. |      |
| seit 1994 | Peugeot Boxer                  | Ein Kleintransporter mit vier verschiedenen Radständen und drei Dachhöhen. Es gibt ihn als Kasten, Kombi oder Fahrgestell mit oder ohne Führerhaus sowie diverse Sonderbauformen. Verwandte Modelle: Citroën Jumper, Fiat Ducato, Opel Movano und Toyota Proace Max. Im Sommer 2006 gab es einen Modellwechsel. |      |
| seit 1995 | Peugeot Expert                 | Die Nutzfahrzeugvariante der Vans 806/807 mit bis zu neun Sitzplätzen und als Kastenwagen und Fahrgestell mit zwei Radständen. Der Expert ist mit den Modellen Citroën Jumpy und Fiat Scudo nahezu baugleich. 2007 kam die zweite und 2016 die dritte Generation in den Handel. |      |
| seit 1996 | Peugeot Partner                | Ein Hochdachkombi, der baugleich mit dem Citroën Berlingo ist. Seit Ende 1996 war er als Lieferwagen oder Pkw im Programm. Im Frühjahr 2008 kam die zweite Generation auf dem Markt. Die Pkw-Version der dritten Generation (seit 2018) wird fortan als Rifter vermarktet. |      |
| 2008–2014 | Peugeot Bipper                 | Ein Kleintransporter, der sich mit dem Citroën Nemo und dem Fiat Fiorino die gleiche Plattform teilt. Es gibt ihn als Lieferwagen oder Pkw-Version (Tepee). |      |
| seit 2016 | Peugeot Traveller              | Der 2016 eingeführte Van teilt sich die Technik mit dem Citroën Spacetourer, dem Opel Zafira Life und dem Toyota Proace Verso. |      |
| seit 2018 | Peugeot Rifter                 | Ein Hochdachkombi, der 2018 den Peugeot Partner ablöste. |      |
| Bauzeit Produzierte Fahrzeuge | Baureihe                       | Anmerkung | Bild |
| Sportwagen |                                | |      |
| 1989–1993 | Peugeot 905                    | Sportwagen, gewann 1992 die Sportwagen-Weltmeisterschaft sowie 1992 und 1993 die 24 Stunden von Le Mans |      |
| 2007–2010 | Peugeot 908                    | Sportwagen |      |
| seit 2021 | Peugeot 9X8 Peugeot 9X8 2024   | Sportwagen, seit 2021 sind zwei Fahrzeuge in der FIA-Langstrecken-Weltmeisterschaft aktiv |      |
| Bauzeit Produzierte Fahrzeuge | Baureihe                       | Anmerkung | Bild |
| Erste Pkw bis 1929 (alte Typ-Bezeichnung)                                                                                                 |                                | |      |
| 1889 1 Stück | Typ 1                          | Serpollet-Dreirad; erstes Fahrzeug von Peugeot, als einziges mit Dampfantrieb |      |
| 1890/1891 4 Stück | Typ 2                          | V2 Zylinder, 565 cm³, 2 PS, Heckmotor, Kettenantrieb |      |
| 1891–1893 64 Stück | Typ 3                          | |      |
| 1893–1896 18 Stück | Typ 8                          | V2-Zylinder Panhard & Levassor (Lizenz Daimler), 1282 cm³, 3 PS |      |
| 1894–1896 87 Stück | Typ 9                          | |      |
| 1897–1901 400 Stück | Typ 15                         | Erster eigener Peugeot-Motor (vorher meist Motoren von Daimler) |      |
| 1900–1902 49 Stück | Typ 35                         | |      |
| 1901/1902 111 Stück | Typ 36                         | Erster Peugeot mit Frontmotor |      |
| 1902 100 Stück | Typ 39                         | Erster Peugeot mit 4-Zylinder-Motor |      |
| 1902–1909 131 Stück | Typ 48                         | |      |
| 1903 76 Stück | Typ 43                         | |      |
| 1903 58 Stück | Typ 44                         | |      |
| 1903 138 Stück | Typ 50                         | |      |
| 1904 235 Stück | Typ 67                         | |      |
| 1905–1912 400 Stück | Typ 69                         | Bébé; erster echter Kleinwagen mit wassergekühltem 1-Zylinder-Motor |      |
| 1906 4 Stück | Typ 79                         | |      |
| 1908/1909 23 Stück | Typ 105                        | Größter Peugeot-Motor: 11,2 Liter Hubraum, 6-Zylinder |      |
| 1908 11 Stück | Typ 120                        | |      |
| 1909 200 Stück | Typ 111                        | |      |
| 1909 104 Stück | Typ 117                        | |      |
| 1910 34 Stück | Typ 122                        | |      |
| 1910–1912 1226 Stück | Typ 127                        | |      |
| 1910 180 Stück | Typ 129                        | |      |
| 1910 85 Stück | Typ 130                        | |      |
| 1910 50 Stück | Typ 131                        | |      |
| 1910 16 Stück | Typ 134                        | |      |
| 1912–1913 300 Stück | Typ 143                        | Erster 4-Zylinder-Motor mit 4 Ventilen pro Zylinder und 4 obenliegenden Nockenwellen |      |
| 1913/1914 83 Stück | Typ 148                        | |      |
| 1913/1914 201 Stück | Typ 501                        | Nutzfahrzeugchassis |      |
| 1914 49 Stück | Typ 150                        | |      |
| 1919 ? Stück | Typ 165                        | |      |
| 1920 9 Stück | Typ 164                        | |      |
| 1921/1922 3500 Stück | Typ 161                        | Quadrilette (Typ 161 / 161 E); Neupreis 1921 (jeweils ohne Steuern): Ohne Dach, Lampen und Reserverad 9.400 alte Französische Franc; mit Lampen, Dach und Reserverad 9.900 alte Französische Franc. Zum Vergleich: Das Durchschnittseinkommen eines Arbeiters zu dieser Zeit lag bei 540 alte Französische Franc. |      |
| 1922–1926 42.908 Stück | Typ 172                        | Quadrilette (Typ 172: 8.705 Stück; Typ 172 BC: 7.084 Stück; Typ 172 BS/R/S: 27.119 Stück) |      |
| 1923–1928 1018 Stück | Typ 174                        | Mittelklassemodell zwischen den beiden Weltkriegen |      |
| 1927–1929 2550 Stück | Typ 1583                       | Nutzfahrzeugchassis |      |
| 1928–1932 2998 Stück | Typ 183                        | Mit Sechszylindermotor |      |
| 1929–1931 33.677 Stück | Typ 190                        | Letzter Peugeot nach alten Typnummern, Vorgänger des Peugeot 201 |      |
| Pkw ab 1929 (neue Typ-Bezeichnung) |                                | |      |
| 1929–1933 72.349 Stück | 201                            | Erstes Auto weltweit mit Einzelradaufhängung. Mit dem 201 wurde die neue Nomenklatur (Typ-Bezeichnung) eingeführt. Die Modelle wurden von nun an nur noch mit Zahl, ohne den Zusatz „Typ“ bezeichnet, also 201. |      |
| 1932–1937 70.497 Stück | 301                            | Mittelklassemodell, etwas größer als der 201 |      |
| 1934–1935 13.550 Stück | 401                            | Davon 79 Stück als Cabriolet Eclipse, erstes Auto mit vollversenkbarem Stahldach. |      |
| 1934–1936 3999 Stück | 601                            | Mit 2,1 Liter Hubraum, letzter Sechszylinder-Motor von Peugeot für 40 Jahre. |      |
| 1936–1942 70.469 Stück | 402                            | Erstes Fahrzeug, das auch als Klappdach-Cabriolet zu haben war. |      |
| 1937/1938 25.083 Stück | 302                            | Kleiner Bruder des 402, auch als Cabriolet |      |
| 1937/1938 104 Stück | 302/402 Darl’mat               | Sportwagen auf Basis des 302 bzw. 402 |      |
| 1938–1948 104.126 Stück | 202                            | Kleinwagen, ähnlich dem 402 |      |
| 1941–1944 377 Stück | Peugeot VLV                    | Kleines Elektrofahrzeug |      |
| 1948–1960 685.628 Stück | 203                            | Erster Peugeot nach dem Zweiten Weltkrieg. Karosserievarianten waren Limousine, Kombi, Cabrio und (als Limousinen-Umbau) ein Coupé. |      |
| 1955–1967 1.214.100 Stück | 403                            | Erster von Pininfarina gezeichneter Peugeot, der auch als Kombi, Cabriolet und Pick-Up Camion (alle ab Sommer 1956) mit 1,3- bis 1,8-Liter-Motor lieferbar war. Das 403 Cabrio war der Dienstwagen des US-amerikanischen Film-Inspektors Columbo. Der Camion lief als letzte Version im Frühjahr 1967 aus (alle anderen bereits ein halbes Jahr früher). |      |
| 1960–1975 2.885.267 Stück | 404                            | Der 404 war eine wieder von Pininfarina gezeichnete Mittelklasse-Limousine. Weitere Varianten waren der Kombi (Break, Commerciale, Familiale), Cabriolet, Coupé und Kastenwagen (Camionnette). Der 404 wurde noch knapp sieben Jahre parallel zum 403 produziert, da er über eine etwas gehobenere Ausstattung und stärkere Motoren (1,6 bis 1,9 Liter) als dieser verfügte, weswegen der 404 oft auch als „obere Mittelklasse“ bezeichnet wurde. Bis 1989 wurde er noch in einer Transporterversion in Afrika produziert. |      |
| 1965–1976 1.604.290 Stück | 204                            | Der ab Sommer 1965 angebotene 204 war der erste Peugeot mit Frontantrieb und ein durchaus erfolgreicher Konkurrent des Renault 6. Die Karosserievarianten umfassten eine Stufenhecklimousine, ein Schrägheck-Coupé, einen Kombi, einen Kleinlieferwagen (Fourgonette) und ein Cabriolet. Im Sommer 1976 wurde die Fertigung eingestellt. |      |
| 1968–1983 3.689.166 Stück | 504                            | Eines der erfolgreichsten Peugeot-Modelle, das besonders in Afrika, im Nahen Osten und in Südamerika gefiel, wo es noch bis Ende 2005 gebaut wurde. Basierend auf der im Spätsommer 1968 eingeführten Limousine wurden ab Frühjahr 1969 auch Coupé und Cabriolet hergestellt. Im Frühjahr 1971 folgte der Kombi. Im Sommer 1977 wurden Limousine und Kombi überarbeitet. Bis Ende 1981 wurde die Limousine und bis Frühjahr 1982 der Kombi in Deutschland angeboten, wobei sie in Frankreich noch bis Ende 1983 vom Band liefen. Die Fertigung von Coupé und Cabrio lief bereits Mitte 1983 aus. |      |
| 1969–1980 1.178.422 Stück | 304                            | Im Herbst 1969 wurde er als eine überarbeitete Version des 204 mit größerem Motor (1300 cm³), geänderten Kotflügeln, Kühlergrill und Scheinwerfern und um 15 cm verlängertem Heck mit größeren Rückleuchten vorgestellt und bis Herbst 1980 gebaut. Wie den 204 gab es ihn auch als Coupé, Kombi, Kleinlieferwagen (Fourgonette) und Cabriolet. |      |
| 1972–1988 1.624.990 Stück | 104                            | Viertüriger Kleinwagen, ab 1973 auch als dreitüriges Coupé mit kürzerem Radstand. Das Coupé war die Basis für Citroën LN und LNA mit luftgekühlten Citroën-Zweizylindermotoren und den Talbot Samba, die Plattform der Limousine gab es auch im Citroën Visa. |      |
| 1975–1986 153.252 Stück | 604                            | Oberklasse-Limousine, teilweise mit V6-Motor. Neben den französischen Präsidenten fuhren ihn auch der Generalsekretär des ZK der SED und Vorsitzende des Staatsrats der DDR Erich Honecker und der polnische Parteisekretär und General Wojciech Jaruzelski. |      |
| 1977–1988 | 305                            | Dieses Modell gab es zunächst nur als viertürige Limousine. Im Sommer 1980 folgte noch der Kombi (Break). |      |
| 1979–1992 1.351.254 Stück | 505                            | Wie die Vorgänger 403/404 besonders solide, deshalb auch „Mercedes Frankreichs“ genannt. Im Frühjahr 1982 wurde noch ein Kombi (Break) in das Programm aufgenommen. Die Limousine wurde bis Mitte 1989 gefertigt, der Kombi lief erst Anfang 1992 aus. |      |
| 1983–1998 5.278.000 Stück | 205                            | Der 205 trat im Sommer 1983 die Nachfolge der Baureihe 104 an, ebenfalls als drei- und fünftüriges Schrägheck. Nach fünfjähriger Entwicklungszeit führte Peugeot mit dem 205 sein neues Markengesicht ein. Er war ein großer Erfolg für Peugeot. Schon im ersten Jahr erhielt der 205 zahlreiche Auszeichnungen: Ihm wurde das „Goldene Lenkrad“ verliehen, er wurde „Bester Kleinwagen“ und „Auto des Jahres“. Er wurde 1985 auch Rallyeweltmeister und wurde zeitweise zum meistgekauften Auto Europas. Von 1986 bis 1994 wurde er auch als Cabriolet gebaut, darunter auch als Sondermodell „Roland Garros“.                                                                                      |      |
| 1985–1993 1.635.132 Stück | 309                            | Nach der Entscheidung, die traditionsreiche, aber mittlerweile imageschwache Marke Talbot einzustellen, wurde der bereits fertig entwickelte Talbot Arizona in Peugeot 309 umbenannt. |      |
| 1987–1996 | 405                            | Der 405 stellte den 205 für die Mittelklasse dar. Er ersetzte den 305 und wurde als Limousine (1987–1995) und Break (1988–1996) angeboten. |      |
| 1989–1999 | 605                            | Limousine der oberen Mittelklasse und einer der Dienstwagen der französischen Staatspräsidenten François Mitterrand und Jacques Chirac. |      |
| 1991–2003 2.798.200 Stück | 106                            | Erfolgreicher Kleinwagen, der auf Basis des Citroën AX entstand. Es gab den 106 als Drei- oder Fünftürer. Im Mai 1996 erfolgte ein Facelift, was ihn optisch und technisch näher an den Citroën Saxo heranbrachte, der zu dem Zeitpunkt seine Premiere feierte. |      |
| 1993–2001 | 306                            | Nachfolger des 309, aber deutlich variantenreicher als dieser. Es gab ihn als drei- sowie fünftüriges Fließheck und ab 1994 als viertüriges Stufenheck sowie Cabriolet. Mitte 1997 erhielt die Reihe ein Facelifting, bei dem auch ein Kombi eingeführt wurde. 1999 folgten noch Klarglasscheinwerfer und ein Jahr später moderne Motoren. |      |
| 1994–2002 | 806                            | Erste Großraumlimousine aus Kooperation mit Citroën, Fiat und Lancia (auch Euro-Vans genannt). |      |
| 1995–2005 ca. 1.500.000 Stück | 406                            | Der Nachfolger des 405 kam zuerst als Limousine auf den Markt, der im Herbst 1996 der Break folgte. Zusätzlich gab es ab Frühjahr 1997 wieder ein Coupé von Pininfarina. Im Frühjahr 1999 wurde der 406 überarbeitet, wodurch die Front aggressiver wirkte und die Motoren erstarkten. Der 406 war auch aus dem Kinofilm Taxi Taxi bekannt. Während Limousine und Kombi bis Frühjahr 2004 produziert wurden, lief das Coupé in der letzten Version als Ultima Editione noch bis Mitte 2005 vom Band. |      |
| 1998–2012 Std. Ende 2007: ca. 6.300.000 Stück                                                                                             | 206                            | Mit mehr als 5 Millionen verkauften Fahrzeugen bis zum Jahr 2005 wurde der Peugeot 206 in Europa der erfolgreichste Kleinwagen, war vier Jahre lang das meistverkaufte Importauto und ist dort seit 2007 der meistverkaufte Peugeot aller Zeiten. Mit 410.704 zugelassenen Exemplaren in Deutschland hat er seinen Vorgänger 205 überholt. Über 100.000-mal wurde allein der ab dem Jahr 2000 erhältliche 206 CC verkauft. Lange Zeit war dieser Peugeot auch im Motorsport sehr erfolgreich. Die Schräghecklimousine wurde von Frühjahr 2009 bis Ende 2012 (Stand: Februar 2012) noch als 206+ weiter produziert. Der Kombi wurde bis Frühjahr 2007 und das Cabrio 206 CC bis Sommer 2007 verkauft. |      |
| 2000–2010 | 607                            | Der 607 kam im Frühjahr 2000 als bisher letztes Modell der oberen Mittelklasse und Flaggschiff von Peugeot auf den Markt. Zudem war er das erste Fahrzeug mit einem Dieselrußpartikelfilter. |      |
| 2001–2008 | 307                            | Ein erfolgreicher Vertreter der Kompaktklasse, der in vielen Karosserievarianten (Schrägheck, Kombi und Coupé-Cabrio) erhältlich war. Mitte 2005 wurde die komplette Baureihe überarbeitet. Kombivarianten waren mit fünf Sitzen (Break) oder mit Glasdach und zwei Einzelsitzen in der dritten Sitzreihe (SW) erhältlich. |      |
| 2002–2014 | 807                            | Dieser Van, der sogenannte Euro-Van, ist eine gemeinsame Entwicklung zwischen PSA und dem Fiat-Konzern. Der 807 ersetzte 12 Jahre lang den 806, bis er Mitte 2014 eingestellt wurde. |      |
| 2003–2008 | 307 CC                         | Coupé-Cabrio des 307 mit elektrohydraulischem Metalldach. |      |
| 2004–2010 | 407                            | Der 407 ist ein Mittelklassewagen und ersetzte ab Frühjahr 2004 den 406. Er teilte sich viele Komponenten mit dem Konzernbruder Citroën C5. Die Kombiversion gab es mit großem Glasdach und extravagantem Design, wobei jedoch weniger Laderaum als im 406 Break zur Verfügung stand. |      |
| 2005–2011 | 407 Coupé                      | Das Ende 2005 eingeführte 407 Coupé wurde anders als der Vorgänger nicht mehr von Pininfarina, sondern im Centre Style Peugeot gestaltet. |      |
| 2005–2009 | 1007                           | Ein Microvan, der auf der gleichen Plattform basiert wie der 207. Er wurde 2002 auf dem Pariser Autosalon als Studie „Sésame“ vorgestellt und kam im Frühjahr 2005 auf den Markt. Besonders auffallend waren die beiden elektrisch betätigten Schiebetüren, die auch im Serienfahrzeug beibehalten wurden. |      |
| 2005–2014 | 107                            | Ein Kleinstwagen, der baugleich mit Citroën C1 und Toyota Aygo war und wie diese in Tschechien hergestellt wurde. Anfang 2009 erhielt der 107 ein äußerliches Facelift. Anfang 2012 folgte eine weitere, tiefgreifendere Überarbeitung. |      |
| 2006–2013 | 207                            | Nachfolger des erfolgreichen 206, war ab Sommer 2007 auch als Cabrio (CC) sowie Kombi (SW) erhältlich. Mitte 2009 folgte ein optisches Facelift. Ende 2012 wurde die Schrägheckversion eingestellt. |      |
| 2007–2015 | 207 CC                         | Der 207 CC war ab Frühjahr 2007 der Nachfolger des 206 CC. Obwohl die Schräghecklimousine des 207 bereits Mitte 2012 eingestellt wurde, lief das Cabriolet noch bis Frühjahr 2015 vom Band. Einen Nachfolger wird es vorläufig nicht mehr geben. |      |
| 2007–2012 | 4007                           | Der 4007 stellte bei seinem Erscheinen im Sommer 2007 den ersten SUV im Peugeot-Programm dar. Zudem war er das Schwestermodell von Citroën C-Crosser und Mitsubishi Outlander. |      |
| 2007–2013 | 308 I                          | Die erste Generation des 308 wurde im Sommer 2007 vorgestellt. Sie war auch als Kombi erhältlich. |      |
| 2009–2015 | 308 CC                         | Das Coupé-Cabriolet des ersten 308 lief (mit eingeschränkter Motorenvielfalt) noch bis Frühjahr 2015 vom Band. Wie die mittlerweile eingestellte Schräghecklimousine und der Kombi bekam der 308 CC im Frühjahr 2011 ein Facelift, was am verkleinerten Kühlergrill erkennbar ist. |      |
| 2009–2016 | 3008 I                         | Der 3008 ist ein Crossover-Modell auf Basis des ersten 308 und nur als Fünfsitzer lieferbar. Obwohl auf derselben Plattform wie der 308 basierend, ist das Modell deutlich höher und etwas länger und breiter als dieser. Zu Beginn wurde er nur mit Frontantrieb angeboten. Im Herbst 2013 erfolgte ein Facelift mit modernisierten Motoren. |      |
| 2009–2017 | 5008 I                         | Der 5008 ist ein Kompaktvan auf Basis des Peugeot 308 sowie des Citroën C4 Picasso. Die Präsentation erfolgte auf der IAA 2009. Das Fahrzeug ist seit Ende Oktober 2009 verfügbar. Auf der IAA wurde im Herbst 2013 ein modifiziertes Modell vorgestellt. |      |
| 2009–2020 | iOn                            | Der iOn ist ein Elektroauto von Peugeot. Baugleich sind der Mitsubishi i-MiEV und der Citroën C-Zero. |      |
| 2010–2015 | RCZ                            | Ein Sportcoupé auf Basis des im Sommer 2007 eingeführten 308, das von Magna Steyr in Österreich hergestellt wurde. Die Motorenpalette umfasste zeitweise zwei Benziner und einen Diesel. Anfang 2013 erfuhr der RCZ leichte optische Modifikationen. |      |
| 2011–2018 | 508 I                          | Anfang 2011 ersetzt der als Limousine und Kombi SW gebaute 508 das Mittelklassemodell 407. Er beerbt aber ebenso das bisherige Flaggschiff 607, von dem es derzeit keinen direkten Nachfolger mehr gibt. Als Benziner stehen zwei 1,6-l-Motoren mit 120 PS oder 156 PS mit Turbolader zur Verfügung. Die Turbo-Diesel-Motoren reichen von einem 1,6-l- mit 112 PS bis zu einem 2,2-l-Motor mit 204 PS. Im Frühjahr 2012 kam noch als 508 RXH ein Allrad-Fahrzeug als Diesel-Hybrid mit 200 PS und 99 g CO2-Ausstoß auf den Markt. Im Herbst 2014 wurde die Baureihe hauptsächlich optisch überarbeitet, während im Frühjahr 2015 eine geänderte Antriebspalette folgte.                              |      |
| 2012–2017 | 4008                           | Der im Juni 2012 eingeführte 4008 ist ein Kompakt-SUV, der sich die Plattform mit dem Mitsubishi ASX und seinem Konzernbruder Citroën C4 Aircross teilt. |      |
| 2012–2019 | 208 I                          | Im April 2012 löste der 208 als drei- und fünftüriges Schrägheckmodell nach knapp sechs Jahren bereits den 207 ab. Eine Cabriovariante des 208 wird noch folgen, eine Kombiversion soll es aber nicht mehr geben. Sie wird durch den Kompakt-SUV 2008 ersetzt. |      |
| 2013–2019 | 2008 I                         | Im April 2013 wurde der Crossover-SUV 2008 eingeführt, der die Kombiversion des 207 ersetzt. Die Plattform basiert auf dem 208 und wird mit drei Benzin- sowie drei Dieselmotoren angeboten. |      |
| 2013–2021 | 308 II                         | Der Nachfolger des im Sommer 2007 eingeführten Kompaktmodells behält erstmals in der Geschichte des Herstellers die Bezeichnung bei. Zu den Händlern kam die zweite Generation im September 2013 als Schräghecklimousine, die im Gegensatz zum Vorgänger nur noch fünftürig lieferbar ist. Ein Kombi ist wieder erhältlich. |      |
| 2014–2022 | 108                            | Ein Kleinstwagen, der mit Toyota Aygo und Citroën C1 fast baugleich ist und in Tschechien gefertigt wird. |      |
| 2016–2023 | 3008 II                        | Die zweite Generation des 3008 wurde im Herbst 2016 vorgestellt. Ab Ende 2019 war das Modell auch mit einem Plug-in-Hybrid-Antrieb erhältlich. |      |
| 2017–2024 | 5008 II                        | Die zweite Generation des 5008 ist statt als Van nun als SUV ausgeführt. Sie kam 2017 in den Handel. |      |
| 2018–2025 | 508 II                         | Die zweite Generation des 508 wurde auf dem Genfer Auto-Salon im März 2018 vorgestellt. Ab März 2019 war sie in Deutschland auf dem Markt. |      |
| Bauzeit Produzierte Fahrzeuge | Baureihe                       | Anmerkung | Bild |
| Konzeptfahrzeuge |                                | |      |
| 1980–1982 | Peugeot Vera                   | Studie zur Reduzierung des Benzinverbrauchs auf Basis eines Peugeot 305. |      |
| 1984 | Peugeot Quasar                 | Sportwagen |      |
| 1986 | Peugeot Proxima                | Sportwagen |      |
| 1986 | Peugeot 309 Break              | Alltagsauto |      |
| 1989 | Peugeot Oxia                   | Supersportwagen mit Design-Elementen des 405 |      |
| 1994 | Peugeot Ion                    | Kleinwagenstudie |      |
| 1995 | Peugeot Tulip                  | Kleinstwagenstudie mit Ähnlichkeiten zum Smart. |      |
| 1996 | Peugeot Toscana                | Offene Studie zum 406 |      |
| 1996 | Peugeot Asphalte               | Kleiner Roadster mit Scheinwerferoptik des 206 |      |
| 1996 | Peugeot Touareg                | Kleiner Buggy-Offroader |      |
| 1997 | Peugeot 806 Runabout           | Kleinwagen-Showcar mit Yachtoptik |      |
| 1998 | Peugeot 20cœur                 | Offene Studie zum 206 CC |      |
| 2000 | Peugeot VrooMster              | Funcar |      |
| 2000 | Peugeot Bobslid                | Kleinwagen-Showcar |      |
| 2000 | Peugeot E-doll                 | Designstudie |      |
| 2000 | Peugeot Kart’up                | Designstudie |      |
| 2000 | Peugeot Promethee              | Kleinwagenstudie mit Front des 307 |      |
| 2000 | Peugeot 607 Feline             | Roadster-Studie |      |
| 2001 | Peugeot Moonster               | Designstudie |      |
| 2002 | Peugeot RC                     | Sportwagen |      |
| 2002 | Peugeot H2O                    | Showcar |      |
| 2002 | Peugeot Sesame                 | Seriennahe Studie zum 1007 |      |
| 2003 | Peugeot 407 Elixir             | Kompakt-Coupé-Studie zum 407 |      |
| 2003 | Peugeot Hoggar                 | Wüstenbuggy mit zwei Dieselmotoren (181 PS pro Motor) |      |
| 2003 | Peugeot 407 Silhouette         | Tourensport-Studie zum 407 |      |
| 2004 | Peugeot Quark                  | Quad-Studie |      |
| 2004 | Peugeot 907                    | Super-Coupé mit V12-Motor. |      |
| 2004 | Peugeot 4002                   | Designstudie |      |
| 2004 | Peugeot Moovie                 | Prämierter und 1:1 gebauter Siegerentwurf eines Design-Wettbewerb |      |
| 2005 | Peugeot 407 Prologue           | Seriennahe Version des 407 Coupé |      |
| 2005 | Peugeot 20Cup                  | Dreirädrige Mischung aus 207 und Motorrad |      |
| 2006 | Peugeot 207 RCup               | Tourenwagen-Studie zum 207 |      |
| 2006 | Peugeot 908 RC                 | Luxuslimousine mit Motor des Peugeot 908 HDi FAP |      |
| 2006 | Peugeot 307 Diesel Hybrid      | Konzeptfahrzeug |      |
| 2007 | Peugeot Flux                   | Designstudie |      |
| 2008 | Peugeot RC HYmotion4           | Conceptcar |      |
| 2009 | Peugeot BB1                    | Elektrofahrzeugstudie |      |
| 2010 | Peugeot SR1                    | Conceptcar |      |
| 2010 | Peugeot EX1                    | Vollelektrisches Conceptcar mit 750 kg Leergewicht zum 200. Firmenjubiläum |      |
| 2012 | Peugeot Onyx                   | |      |
| 2014 | Peugeot Exalt                  | Konzeptfahrzeug, das als „Vorgeschmack“ auf einen zukünftigen Peugeot 608 angesehen wird. |      |
| 2014 | Peugeot Quartz                 | Crossover-Konzeptfahrzeug |      |
| 2015 | Peugeot Fractal                | |      |
| 2017 | Peugeot Instinct               | |      |
| 2018 | Peugeot e-Legend               | |      |
| 2023 | Peugeot Inception              | |      |

## Motorroller und Motorräder
Motorroller und Motorräder werden von Peugeot Motocycles hergestellt. Dass Unternehmen gehört seit 2023 mehrheitlich zu Mutares.

## Mobilitätsdienstleistung
Als Ergänzung zum Fahrzeugbau und -verkauf ist Peugeot mit seinen Angeboten Peugeot Rent und Mu by Peugeot auch im Mietwagengeschäft aktiv. Neben Sportwagen, Nutzfahrzeugen und Zweirädern ist auch Zubehör wie Dachboxen, Kindersitze und Fahrradträger tageweise entleihbar.